# Armorial des communes de Seine-et-Marne
- il comporte peu ou pas de sources.
- il reste des blasons à dessiner dans cet armorial.
- certaines figures sont encore dans un format bitmap et doivent être vectorisées.

Cette page donne les armoiries (figures et blasonnements) des communes de Seine-et-Marne.
- Haut – A
- B
- C
- D
- E
- F
- G
- H
- I
- J
- K
- L
- M
- N
- O
- P
- Q
- R
- S
- T
- U
- V
- W
- X
- Y
- Z

```
7 dessin(s) en attente (voir : C J R S S V V )
```

## A
| Blason de Andrezel | Blason  | De sable à trois chevrons brisés d'or.           |
| Blason de Andrezel | Détails | Le statut officiel du blason reste à déterminer. |

| Blason de Annet-sur-Marne | Blason  | D'azur à la burelle ondée d’or accompagnée de trois châteaux du même ouverts, ajourés et maçonnés de sable; au chef d’or chargé d’un manteau de gueules accosté de deux rochers d'azur. Ornements extérieursTimbré d'une couronne murale et soutenu à dextre d'une gerbe de blé d'or et à senestre d'une branche de chêne de sinople engantée d'or, liées en sautoir à la pointe. |
| Blason de Annet-sur-Marne | Détails | Conçu par Jean-Claude Molinier. Bien que blasonnant les rochers d'azur, la municipalité les représente de sinople. Figure sur le site internet de la commune. Adopté en conseil municipal le 6 décembre 1991. |

| Blason de Arbonne-la-Forêt | Blason  | D'argent à un cerf d'or* passant, au mantel d'azur à trois glands d'or mal ordonnés à dextre et à un rocher isolé à trois sommets à senestre.                                  |
| Blason de Arbonne-la-Forêt | Détails | * Il y a là non-respect de la règle de contrariété des couleurs : ces armes sont fautives (or sur argent). Figure sur le bulletin municipal et le site officiel de la commune. |

| Blason de Argentières | Blason  | De gueules au pairle d'argent chargé d'un cœur de sinople, au chef d’azur, chargé d’une fleur de lis accompagnée de deux grappes de raisin, le tout d'or |
| Blason de Argentières | Détails | * Il y a là non-respect de la règle de contrariété des couleurs : ces armes sont fautives (azur sur gueules). Foyer rural Argentieres                    |

| Blason de Armentières-en-Brie | Blason  | De gueules à une montagne d'or mouvant d'une rivière d'azur, surmontée d'une vache d'argent colletée, clarinée et onglée d'or. Ornements extérieursTimbré d'une couronne murale d'or et soutenu à dextre d'une branche de chêne et à senestre d'une gerbe de blé aussi d'or, liées de gueules en sautoir en pointe. |
| Blason de Armentières-en-Brie | Détails | Conçu par Jean-Claude Molinier en 1998. Adopté en Conseil municipal le 30 octobre 1998. Figure sur le site internet de la commune. |

| Blason de Aubepierre-Ozouer-le-Repos | Blason  | D'azur aux deux églises du lieu d'argent, ouvertes et ajourées de sable, mouvant des bords de l'écu, surmontées de deux épis de blé d'or et d'un épi de maïs de même feuillé d'argent en abîme, à la champagne d'or chargée des mots « Aubepierre Ozouer-le-Repos » en capitales de sable. |
| Blason de Aubepierre-Ozouer-le-Repos | Détails | Figure sur le site officiel de la mairie et sur les publications municipales. |

| Blason de Augers-en-Brie | Blason  | De gueules à une auge d'argent maçonnée de sable, remplie d'azur et accompagnée de trois fibules d'or. |
| Blason de Augers-en-Brie | Détails | Armes parlantes. Adopté en septembre 2013.                                                             |

| Blason de Avon | Blason  | De gueules à deux clefs d'argent passées en sautoir, au chef cousu d'azur chargé de trois fleurs de lys d'or. Ornements extérieursCroix de guerre 1939-1945 à la pointe.                                                                           |
| Blason de Avon | Détails | * Ces armes emploient le terme « cousu » dans le seul but de contrevenir à la règle de contrariété des couleurs : elles sont fautives : azur sur gueules. Officiel depuis 1945, mais délaissé au profit d'un logo. Figure sur les plaques de rues. |

Pas d'information pour les communes suivantes : Achères-la-Forêt, Amillis, Amponville, Arville (Seine-et-Marne), Aufferville, Aulnoy
- Haut – A
- B
- C
- D
- E
- F
- G
- H
- I
- J
- K
- L
- M
- N
- O
- P
- Q
- R
- S
- T
- U
- V
- W
- X
- Y
- Z

## B
| Blason de Bagneaux-sur-Loing | Blason  | D’or à la couronne dentée de sable enflammée en chef de gueules, chargée d’une cornue d’argent, accostée de deux abeilles ouvrières volant de gueules, soutenues chacune d'une quintefeuille de sinople, le tout accompagné en pointe de jumelles ondées du même, à la demi-roue de moulin de sable issant de la jumelle de pointe et brochant sur l'autre, les jumelles accompagnées en chef et pointe de deux divises de sable. |
| Blason de Bagneaux-sur-Loing | Détails | Figure sur le site officiel de la commune. |

| Blason de Balloy | Blason  | Tiercé en pairle renversé: au 1 de gueules à deux cygnes d'argent nageant l'un au-dessus de l'autre, celui du chef contourné, au 2 d'or à un crosseron de sable, au 3 d'argent à la fasce ondée haussée d'azur accompagnée en pointe d'une trangle du même et à un arbre de sinople brochant sur les deux fasces. |
| Blason de Balloy | Détails | Créé par JF Binon. Blason sur le site de la commune, 2025. |

| Blason de Barbizon | Blason  | De sinople à cinq pinceaux renversés d'or posés en éventail et chargés de sable, à une palette de peintre aussi d'or tachetée aussi de sable brochant sur le tout. |
| Blason de Barbizon | Détails | Le statut officiel du blason reste à déterminer. |

| Blason de Barcy | Blason  | D'azur au listel au naturel, posé en fasce et chargé des inscriptions de sable,"Force" à dextre et "Loyauté" à senestre, à deux cols de griffons adossés d'or mouvant d'un bouquet de trois feuilles de chardon liées de sinople et brochant en cœur; au chef d'argent chargé d'un écusson écartelé d'azur et d'or à la croix fleuronnée brochant de l'un en l'autre, ledit écusson timbré de l'inscription de sable "BERCEIUM" et supporté par deux loups passants de sinople à dextre et de gueules à senestre, l'ensemble agrémenté d'un diapré de gueules à dextre et de sinople à senestre. |
| Blason de Barcy | Détails | Le statut officiel du blason reste à déterminer. |

| Blason de Bassevelle | Blason  | De gueules à la croix d’or, chapé d’azur chargé d’une aigle bicéphale d’argent recouverte par le triangle du champ, au chef palé d’argent et de gueules à la bande d’or brochant sur le tout. Ornements extérieursTimbré d'une couronne murale à trois tours d'or et accolé à dextre d'une gerbe de blé et à senestre d'une gerbe de roseaux-massues, le tout d'or, mis en sautoir et lié du champ. Blason composé par Jean-Claude Molinier. La chappe d'azur à une aigle bicéphale d'argent provient des armes de la famille Lempereur de Morfontaine. |
| Blason de Bassevelle | Détails | Adopté en Conseil municipal le 30 septembre 1996. |

| Blason de Bazoches-lès-Bray | Blason  | Divisé en chevron: au 1er de gueules à deux griffons affrontés d'or, au 2e d'azur à la tour d'argent; au chevron d'argent chargé de trois molettes de sable, celle de dextre remplie d'azur, celle de senestre rempli de gueules, et brochant sur la partition. Ornements extérieursTimbré d'une couronne murale d'or |
| Blason de Bazoches-lès-Bray | Détails | Figure sur le site internet officiel de la commune |

| Blason de Beautheil-Saints | Blason  | De gueules à la fasce ondée cousue d'azur, chargée de trois roues de moulin de sable, accompagnée, en chef, à dextre du manteau de saint Martin à l'épée brochant en barre d'or, à senestre d'une feuille de tilleul de sinople posée en bande, et, en pointe, d'un bois du même, terrassé d'or. |
| Blason de Beautheil-Saints | Détails | La commune nouvelle reprend, en le modifiant, le blason de Saints. * Il y a là non-respect de la règle de contrariété des couleurs : ces armes sont fautives (sinople et azur sur gueules). Armes parlantes. (feuille de tilleul) Le statut officiel du blason reste à déterminer.               |

| Blason de Bellot | Blason  | De gueules à la fontaine d'argent jaillissant d'or, posée sur un rocher isolé d'argent, surmontée d'un loup passant du même accosté de deux taux d'or. |
| Blason de Bellot | Détails | Adopté en juin 2013. |

| Blason de Bernay-Vilbert | Blason  | D'azur à un pairle d'argent accompagné en chef d'une fleur de lys, à dextre d'une clé et à senestre d'une plume, tous d'or. Ornements extérieursSicut arbor libertas |
| Blason de Bernay-Vilbert | Détails | A supplanté une composition de Jean-Claude Molinier. Figure sur le site du Pays du Centre-Brie et le site de la commune.                                             |

| Blason de Bezalles | Blason  | De gueules à la chèvre saillante adossée à un loup ravissant qu'elle tient au cou par une corde avec sa patte dextre, le tout d'argent; au chef ondé cousu d'azur chargé d'une hélice d'avion d'argent.    |
| Blason de Bezalles | Détails | * Ces armes emploient le terme « cousu » dans le seul but de contrevenir à la règle de contrariété des couleurs : elles sont fautives : azur sur gueules. Le statut officiel du blason reste à déterminer. |

| Blason de Blandy | Blason  | D’azur aux sept besants d’or ordonnés 3.3.1, au chef du même, qui est de Melun.               |
| Blason de Blandy | Détails | Ce sont les armes pleines de la maison de Melun. Utilisé pour la correspondance de la mairie. |

| Blason de Bois-le-Roi | Blason  | De gueules à un arbre arraché de sinople*, au chef ondé d'azur bordé d'argent, chargé de trois fleurs de lys d'or. |
| Blason de Bois-le-Roi | Détails | Armes parlantes (Un arbre pour le bois, un chef de France moderne pour le roi). * Il y a là non-respect de la règle de contrariété des couleurs : ces armes sont fautives (sinople sur gueules). Figure sur le site officiel de la commune, aux côtés du logo. |

| Blason de Boissise-le-Roi | Blason  | D’or à la croix de gueules cantonnée de quatre roses tigées et feuillées au naturel.                                |
| Blason de Boissise-le-Roi | Détails | Les armes proviennent des armes de la famille de Thumery les armes figurent sur les documents municipaux officiels. |

| Blason de Boissy-le-Châtel | Blason  | D’azur à deux haches d’arme adossées d’argent.                             |
| Blason de Boissy-le-Châtel | Détails | Armes des seigneurs de Brie de 1473 à 1518. Adopté par la commune en 1971. |

| Blason de Boitron | Blason  | De gueules à la fasce ondée d'argent semée de cailloux de sable, accompagnée en chef de deux arbres d'or et en pointe d'une scie à bras du même, la lame d'argent. |
| Blason de Boitron | Détails | Le statut officiel du blason reste à déterminer. |

| Blason de Bombon | Blason  | De gueules à la montagne d'argent maçonnée de sable, chargée d'une divise ondée d'azur, surmontée d'un soleil à dextre et d'une branche d'épine posée en pal à senestre, le tout d'or. Ornements extérieursTimbré dune couronne murale d'or, accolé à dextre de feuilles de chêne de sinople glantées d'or et à senestre d'une gerbe de roseaux-massues de sinople aussi, passées en sautoir et liées à la pointe. |
| Blason de Bombon | Détails | Créé et adopté en 1998,. |

| Blason de Bougligny | Blason  | De sinople au livre ouvert d'argent accompagné de trois abeilles d'or alternant avec trois rochers isolés du même, 1, 2, 2 et 1. |
| Blason de Bougligny | Détails | Le statut officiel du blason reste à déterminer.                                                                                 |

| Blason de Boulancourt | Blason  | De gueules à trois pals de vair; au chef d'or chargé de deux lions de sable. |
| Blason de Boulancourt | Détails | Le statut officiel du blason reste à déterminer.                             |

| Blason de Bouleurs | Blason  | Tiercé en pairle renversé : au 1er de sinople à un casque de légionnaire romain d'or, au 2e d'or à un flacon de gueules, au 3e d'azur à trois fasces ondées d'argent. |
| Blason de Bouleurs | Détails | Le statut officiel du blason reste à déterminer. |

| Blason de Bourron-Marlotte | Blason  | D'or à la fasce ondée d'azur chargée d'une burelle ondée d'argent, accompagnée en chef de trois losanges accolées, et en pointe d'une clef de sol entravaillée d'un pinceau et d'une plume à écrire passés en sautoir, le tout de gueules. Ornements extérieursTimbré d'une couronne murale d'or et soutenu à dextre par des pampres, à senestre par une branche de chêne englantée, le tout au naturel, les tiges croisées en pointe passées en sautoir et liées d'or. |
| Blason de Bourron-Marlotte | Détails | Blason conçu par Bernard Hauviller. Homologué le 20 novembre 1999 par le Conseil Français d'Héraldique pour la commune de Bourron-Marlotte. |

| Blason de Bray-sur-Seine | Blason  | De gueules à la tour d'or entre deux palmiers de sinople sur une terrasse du même, au chef d'azur à trois fleurs de lys d'or. Ornements extérieursTimbré d'une couronne murale, soutenu d'une ancre en pal, la Croix de guerre 1939-1945 à la pointe.                                                                 |
| Blason de Bray-sur-Seine | Détails | * Il y a là non-respect de la règle de contrariété des couleurs : ces armes sont fautives (sinople et azur sur gueules). À peu de détails près, ce blason est celui de la châtellenie de Bray. Au XIXe siècle, les deux palmiers ont remplacé des rameaux d'olivier, sans raison connue. Figure sur le site officiel. |

| Blason de Brie-Comte-Robert | Blason  | D'azur à la tour crénelée de cinq pièces d'argent, maçonnée de sable, sommée de trois tourelles aussi d'argent et accostée de deux fleurs de lys d'or. Ornements extérieursTimbré d'une couronne de comte, accolé de branches de chêne à dextre et de laurier à senestre, liées de gueules en sautoir à la pointe. |
| Blason de Brie-Comte-Robert | Détails | |
| Blason de Brie-Comte-Robert | Alias   | De gueules à la tour crénelée de cinq pièces d'argent, maçonnée de sable, sommée de trois tourelles aussi d'argent et accostée de deux fleurs de lys de sable. L'écusson de la ville varie du blason par les couleurs, et constitue un exemple d'armes à enquerre.                                                 |

| Blason de La Brosse-Montceaux | Blason  | D'azur à une tour d'argent maçonnée de sable accompagnée en chef de deux colombes adossées et essorantes d'argent et en pointe de deux épis de blé renversés, tigés et feuillés d'or, passés en sautoir; à la filière d'or. |
| Blason de La Brosse-Montceaux | Détails | Figure sur le site internet de la commune. |

| Blason de Brou-sur-Chantereine | Blason  | D’azur au chevron d’or, accompagné de trois coquilles du même. Ornements extérieursTimbré d'une couronne murale d'or, accolé de branches de chêne de sinople églantées d'or croisées en sautoir et la Croix de guerre 1939-1945 appendue à la pointe de l’écu, brochant sur la croisure. |
| Blason de Brou-sur-Chantereine | Détails | Ces armes sont celles de la famille Feydeau de Brou, présente à Brou de 1608 à 1844. Figure sur le site internet de la commune et la correspondance de la mairie. |

| Blason de Bussières | Blason  | De gueules à la larme d’argent surmontée de deux coquilles d’or. Ornements extérieursTimbré d'une couronne murale et accolé de branches de buis de sinople liées d'or en sautoir à la pointe. |
| Blason de Bussières | Détails | Figure sur le site internet de la commune. |

| Blason de Bussy-Saint-Georges | Blason  | D’azur à la tour du lieu couverte d’argent, girouettée du même, maçonnée de sable, chargée d’un armet au naturel sommé d’un panache aussi d’argent.                                                                |
| Blason de Bussy-Saint-Georges | Détails | La mairie de Bussy-Saint-Georges ne retrouve pas de traces de ce blason. Elle reconnaît par contre l'usage de l'ancien blason des seigneurs de Bucy au cours de festivités,. Délaissé au profit d'un logo en 1986. |

| Blason de Bussy-Saint-Martin | Blason  | Coupé, en 1) de gueules à une église d’argent, essorée de sable, posée sur un tertre de sinople, en 2) d’azur à un pont à dos d’âne d’or, maçonné de sable, alésé et mouvant de la pointe, surmonté de deux gerbes d’or. Ornements extérieursTimbré d'une couronne murale d'or et soutenu de pampres de sinople fruités de pourpre à dextre et de branches de cacaoyer de sinople fruités d'or à senestre, croisés en sautoir et liés d'argent à la pointe. |
| Blason de Bussy-Saint-Martin | Détails | * Il y a là non-respect de la règle de contrariété des couleurs : ces armes sont fautives (sinople sur gueules). Adopté en 1992. |

Pas d'information pour les communes suivantes : Baby (Seine-et-Marne), Bailly-Romainvilliers,  Bannost-Villegagnon, Barbey, Beauchery-Saint-Martin, Beaumont-du-Gâtinais, Beauvoir (Seine-et-Marne), Beton-Bazoches, Blennes, Boisdon, Boissettes, Boissise-la-Bertrand, Boissy-aux-Cailles, Boutigny (Seine-et-Marne), Bransles, Bréau, Burcy (Seine-et-Marne), Buthiers (Seine-et-Marne)
- Haut – A
- B
- C
- D
- E
- F
- G
- H
- I
- J
- K
- L
- M
- N
- O
- P
- Q
- R
- S
- T
- U
- V
- W
- X
- Y
- Z

## C
| Blason de Cannes-Ecluse | Blason  | D'or, à la fasce ondée d'azur brisée d'un bâton péri d'argent en bande, au comble bastillé également d'azur, enté en pointe du deuxième chargé d'un roseau du champ accosté de deux feuilles du même. Ornements extérieursUne lance de saint Georges de sinople en pal pourfendant un dragon de même crachant du feu de gueules. |
| Blason de Cannes-Ecluse | Détails | Blason conçu par Gilbert Chiarelli et Jacques Oudin-Tacaille. Armes parlantes. (le roseau illustre le mot "Cannes", dans le nom de la commune) Adopté en conseil municipal le 11 février 1985, toujours utilisé. Approuvé par la Commission nationale d'héraldique le 5 juin 1985.                                               |

| Blason de La Celle-sur-Morin | Blason  | De gueules au chevet de l'église du lieu d’argent ajouré d’or surmonté des lettres capitales C et V d’argent; chaussé d’or chargée d’une fasce ondée d’azur ; le tout sommé d’un chef d’azur chargé d’un livre ouvert d’argent accosté de deux clefs d’or, les pannetons affrontés. |
| Blason de La Celle-sur-Morin | Détails | * Il y a là non-respect de la règle de contrariété des couleurs : ces armes sont fautives (azur sur gueules). Figure sur le site officiel de la commune. |

| Blason de Cerneux | Blason  | De gueules au tourteau d'azur, bordé et rayonnant d'or, chargé d'une fleur de lis du même, accompagné de quatre tours d'argent mouvant des angles et dirigées vers le centre de l'écu. |
| Blason de Cerneux | Détails | Adopté en juin 2014. |

| Blason de Cessoy-en-Montois | Blason  | Tiercé en pairle renversé : au 1er de gueules à saint Laurent d'or, au 2e de sinople à trois épis de blé, tigés et feuillés d'or, les tiges ployées et empoignées à senestre, au 3e d'argent à une assiette d'azur chargée d'une fleur de lys d'or le bord d'argent lui-même bordé d'un filet d'azur. |
| Blason de Cessoy-en-Montois | Détails | Adopté en novembre 2020. |

| Blason de Chailly-en-Bière | Blason  | D’azur aux épis d’or passés en sautoir, à la palette du même brochant sur le tout, au chef retrait vairé d’argent et de sable. Ornements extérieursTimbré d'une couronne murale d'or et accolé de rameaux de chêne au naturel à dextre et de hêtre de même à senestre, liés en sautoir à la pointe. DeviseLa main à l'œuvre |
| Blason de Chailly-en-Bière | Détails | Adopté par délibération du conseil municipal le 18 juin 1990. |

| Blason de Chailly-en-Brie | Blason  | Écartelé : au 1er de gueules à trois gouttes d'argent, au 2e d'azur à trois fleurs de lys d'or, au 3e d'azur à la bande d'argent côtoyée de deux cotices potencées et contre-potencées d'or, au 4e de gueules à la croix d'argent chargée d'une pointe de silex de gueules en abîme ; sur le tout d'azur chargé d'un cœur enflammé de gueules percé de deux flèches tombantes d'or passées en sautoir et surmonté de deux étoiles du même. Ornements extérieursTimbré d'une couronne murale d'or, soutenu à dextre d'une gerbe de blé de même et à senestre d'une branche de chêne de sinople englantée d'or, croisées et liées de gueules en sautoir à la pointe, un listel d'argent portant l'inscription CALAGVM en capitales de sable brochant sur la liure. |
| Blason de Chailly-en-Brie | Détails | * Il y a là non-respect de la règle de contrariété des couleurs : ces armes sont fautives (gueules sur azur). Composé par Jean-Claude Molinier. L'écusson en cœur est celui de François Allaine, curé du village au XVIIe siècle. Adopté le 14 décembre 1991 en conseil municipal. |

| Blason de Chaintreaux | Blason  | Parti: au 1er d'argent à la croix ancrée de gueules, au 2e à trois lions léopardés d'argent, couronnés d'or, l'un au-dessus de l'autre; le tout sommé d'un chef d'azur chargé d'un huchet d'or accosté de deux fleurs de lys du même. |
| Blason de Chaintreaux | Détails | |

| Blason de Chalautre-la-Petite | Blason  | Tiercé en pairle renversé: au 1er d'argent à la divise ondée d'azur et au sémaphore de Chappe de sable brochant, au 2e de gueules à la gerbe de blé d'or liée du même, au 3e d'azur à saint Matin à cheval d'argent accosté de deux fleurs de lis d'or. |
| Blason de Chalautre-la-Petite | Détails | Le statut officiel du blason reste à déterminer. |

| Blason de Chalifert | Blason  | D'azur à un chevron d'or, accompagné en chef de deux gerbes de cinq épis du même, et en pointe d'une aigle du même, au chef vairé de gueules et d'argent. |
| Blason de Chalifert | Détails | Blason conçu par Claude Perryier. |

| Blason de Chalmaison | Blason  | Écartelé : au 1) et au 4) d’or à la fasce ondée d’azur, accompagnée en chef de deux roses de gueules et en pointe d’une tour du même, au 2) et au 3) d’azur au chevron d’argent, accompagné en chef de deux croisettes ancrées d’or et en pointe d’une tête de léopard du même. Ornements extérieursTimbré d'une couronne murale d'or et accolé de gerbes de blé de même, liées de gueules en sautoir à la pointe. |
| Blason de Chalmaison | Détails | |

| Blason de Chamigny | Blason  | Parti: au 1er de sinople à la chapelle d’argent, au 2e d’azur semé de fleurs de lis d’or, à deux fasces ondées d’argent brochantes ; le tout sommé d’un chef de gueules chargé de trois croissants d’or accompagnés d’une gerbe à dextre et d’une grappe de raisin à senestre, le tout du même. |
| Blason de Chamigny | Détails | Figure sur le site internet officiel de la commune. |

| Blason de Champagne-sur-Seine | Blason  | De gueules au pont droit de trois arches d'argent, maçonné de sable, posé sur une rivière d'argent mouvant de la pointe, surmonté d'une roue d'argent dentée de seize pièces d'or, sur laquelle broche un éclair du même posé en bande ; au chef cousu d'azur chargé de trois grappes de raisin d'argent, feuillées d'or, celle du milieu de deux pièces, celle de dextre d'une pièce à senestre et celle de senestre d'une pièce à dextre. |
| Blason de Champagne-sur-Seine | Détails | * Ces armes emploient le terme « cousu » dans le seul but de contrevenir à la règle de contrariété des couleurs : elles sont fautives : azur sur gueules. Délaissé au profit d'un logo. |

| Blason de Champcenest | Blason  | De gueules à une fleur de lys d'or accompagnée de deux cotices en barre et surmontée de deux châteaux de même.                     |
| Blason de Champcenest | Détails | Figure dans la salle du conseil municipal. Il existe un doute sur la figure en cœur.                                               |
| Blason de Champcenest | Alias   | De gueules à trois épis de blé posés en sautoir et pal accompagnés de deux cotices en barre et surmontés de deux châteaux de même. |

| Blason de Champeaux | Blason  | De gueules, à une épée d'argent à la pointe abaissée, posée en bande et la lame couverte d'un manteau d'or, accompagnée de trois losanges du même et surmontée d'un lambel d'or,. |
| Blason de Champeaux | Détails | |

| Blason de Champs-sur-Marne | Blason  | D'azur au chevron d'argent accompagné en chef de deux étoiles d'or à six rais, et en pointe d'un lion léopardé du même, armé, lampassé et couronné aussi d'argent. Ornements extérieursTimbré d'une couronne murale, tenu par deux léopards lionnés couronnés et soutenu par une arabesque, le tout d'or, et deux épées d'argent en sautoir à la pointe. |
| Blason de Champs-sur-Marne | Détails | La commune a repris les armes de Paul Poisson de Bourvallais, propriétaire du château au XVIIe siècle. Figure sur le site de la commune et sur la Lettre du maire de Novembre 2012. |

| Blason de Changis-sur-Marne | Blason  | D'azur à une hure de sanglier d'argent accostée de deux poissons du même affrontés en pal ; au chef ondé d'argent chargé de la lettre C en capitale d'azur accostée de deux silex taillés de sable. |
| Blason de Changis-sur-Marne | Détails | Figure sur le site officiel de la commune et sur les publications municipales. |

| Blason de Chanteloup-en-Brie | Blason  | Parti : au 1) de gueules à un loup passant d’argent posé en pal, au 2) d’azur semé de fleurs de lys d’or aux deux fasces ondées d’argent brochant sur le tout, qui est du département de Seine-et-Marne. Ornements extérieursTimbré d'un listel contenant l'inscription Cantu Lupi. |
| Blason de Chanteloup-en-Brie | Détails | Armes parlantes. Figure sur le site internet de la commune. |

| Blason de La Chapelle-Gauthier | Blason  | Parti de sinople et d’argent à la croix ancrée alésée de l’un en l’autre, au chef d’azur semé de fleurs de lys d’or. DeviseLabor omnia vincit improbus (Le travail, s'il est acharné, vient à bout de tout) |
| Blason de La Chapelle-Gauthier | Détails | Figure sur les documents officiels de la commune et le site internet. |

| Blason de La Chapelle-Iger | Blason  | De gueules à une chapelle d'argent ouverte et ajourée de sable, posée sur une terrasse ployée d'or, chargée d'un sentier de sable ; accompagnée en chef de deux écussons : à dextre d'argent à la croix de gueules, à senestre de sable à une bordure d'or. Ornements extérieursTimbré d'une couronne murale d'or, soutenu à dextre d'une gerbe de blé de même et à senestre d'une branche de chêne aussi d'or, croisées en sautoir et liées de gueules à la pointe. |
| Blason de La Chapelle-Iger | Détails | Armes parlantes. Figure sur le site du Pays de Centre-Brie,. |

| Blason de La Chapelle-la-Reine | Blason  | Burelé d'argent et de gueules de quatorze pièces, à un lion de sable couronné d'or brochant. |
| Blason de La Chapelle-la-Reine | Détails | Figure sur le site internet officiel de la commune.                                          |

| Blason de La Chapelle-Rablais | Blason  | Coupé : en 1) de gueules à une église d'or, ouverte et ajourée de sable, lanternée d'argent, accostée de deux arbres de sinople, le tout mouvant de la partition ; en 2) d'azur à une charrue et une gerbe posées en pal, toutes deux d'or. |
| Blason de La Chapelle-Rablais | Détails | * Il y a là non-respect de la règle de contrariété des couleurs : ces armes sont fautives (sinople sur gueules). Figure sur le site officiel de la commune et les publications municipales.                                                 |

| Blason de Les Chapelles-Bourbon | Blason  | Ecartelé : aux 1) et 4) de gueules à une croix latine alésée d'or ; en 2) d’azur à la bande d’argent côtoyée de deux doubles cotices potencées et contre-potencées d’or, qui est de Champagne ; en 3) d'azur à trois fleurs de lys d'or, qui est de France moderne. Ornements extérieursTimbré d'une couronne murale d'or et soutenu à dextre d'une gerbe de blé d'or et à senestre d'une branche de chêne de sinople englantée d'or, croisées et liées de gueules en sautoir à la pointe. |
| Blason de Les Chapelles-Bourbon | Détails | Composé par Jean-Claude molinier en 1991. Adopté par le conseil municipal la même année. |

| Blason de Charmentray | Blason  | De gueules à la barre d'or accompagnée d'un épi de blé en chef et d'une fleur de lis en pointe, le tout du même. |
| Blason de Charmentray | Détails | Statut à déterminer.                                                                                             |

| Blason de Charny | Blason  | Mi-parti : d'argent à la croix alésée et pattée de gueules et de gueules à la croix fleur-de-lisée d'argent cantonnée de quatre billettes du même. Ornements extérieursPosé sur une gerbe de blé en pal. |
| Blason de Charny | Détails | Conçu par Jean-Paul Denef en 2002. Adopté par le conseil municipal en 2002. |

| Blason à dessiner | Blason  | De gueules à deux clés d'or passées en sautoir, les fûts liés en pointe par une cordelette du même; au chef émanché d'or chargé d'un alérion d'azur; le tout enfermé dans une bordure crénelée de sinople. |
| Blason à dessiner | Détails | Le statut officiel du blason reste à déterminer. |

| Blason de Chartrettes | Blason  | D'azur à trois fusées d'argent rangées en fasce. Ornements extérieursTimbré d'une couronne de comte d'argent et accolé de pampres au naturel, croisés en sautoir à la pointe. |
| Blason de Chartrettes | Détails | Ce sont les couleurs inversées des armes du comte Guichard, seigneur de Chartrettes au XIIIe siècle. Figure sur le site internet de la commune.                               |

| Blason de Château-Landon | Blason  | D'azur au château de trois tours d'argent, celle du milieu plus haute, coulissé, ajouré et maçonné de sable. Ornements extérieursSommé d'un segment de gueules et timbré d'une couronne murale. |
| Blason de Château-Landon | Détails | Armes parlantes. Figure sur le site internet de la commune et le bulletin municipal. |

| Blason de Le Châtelet-en-Brie | Blason  | De gueules à la tour d’argent maçonnée de sable, mantelé d’azur à la fleur de lys d’or à dextre et l’épi du même à senestre, au chevron aussi d’or brochant sur la partition. Ornements extérieursAccolé de branches de chêne liées en sautoir à la pointe. |
| Blason de Le Châtelet-en-Brie | Détails | Armes parlantes. Créé et adopté par le conseil municipal en 1987. |
| Blason de Le Châtelet-en-Brie | Alias   | D'azur à la tour d’argent maçonnée de sable, mantelé de gueules à la fleur de lys d’or à dextre et l’épi du même à senestre, au chevronnel aussi d’or brochant sur la partition, le tout à la filière d’argent. Le blason originel est celui-ci. Cependant, à la suite d'une erreur dans la fabrication des premiers pin's, les couleurs du champ ont été inversées, et cette inversion a perduré. |

| Blason de Châtenoy | Blason  | D'or au chevron d'azur accompagné de trois flambeaux de sable enflammés de gueules; au chef de gueules chargé d'une foi alésée d'or surmontée d'une couronne du même. Ornements extérieursTimbré d'une couronne murale et accolé de branches de châtaignier de sinople croisées en sautoir à la pointe DeviseNul ne l'éteint |
| Blason de Châtenoy | Détails | Composé par le Club généalogique et héraldique de Seine-et-Marne à partir des armes de la famille Picot de Châtenoy, seigneurs du lieu au XVIe siècle. Reçu solennellement par le maire. |
| Blason de Châtenoy | Alias   | D'or au chevron d'azur chargé de cinq croisettes ancrées d'argent, accompagné en chef de deux croisettes latines pattées à huit pointes de gueules et en pointe d'un flambeau de sable allumé de gueules; au chef de gueules chargé d'une grappe de raisin d'or accostée de six épis de blé du même, trois de chaque côté, mal ordonnés. Utilisé par la commune dans les publications municipales au moins jusqu'en juillet 2012. |

| Blason de Châtillon-la-Borde | Blason  | Écartelé : au 1er de gueules à un château de trois tours d'argent, ouvert, ajouré et maçonné de sable, au 2e d'or au sautoir engrêlé de sable cantonné de quatre arbalètes de gueules, au 3e d'or à un loup passant de sable, au 4e de gueules à une tour d'argent ouverte, ajourée et maçonnée de sable. Ornements extérieursTimbré d'une couronne murale d'argent et soutenu à dextre d'une gerbe de blé d'or et à senestre d'une branche de chêne de sinople englantée d'or, croisées et liées de gueules en sautoir à la pointe. |
| Blason de Châtillon-la-Borde | Détails | Le 1) et le 3) sont mis pour les châteaux de Châtillon et de La Borde ; le 2) pour les vicomtes d'Arbaleste, seigneurs de La Borde ; le 3) pour l'église Saint-Loup. Figure sur le site internet officiel de la commune. |

| Blason de Châtres | Blason  | Coupé: au 1er de gueules au saint priant d'or, vêtu et nimbé d'argent, issant du trait de partition et accosté en chef des lettres capitales d'or S à dextre et F à senestre, au 2e d'azur au soleil d'or mouvant de l'angle senestre de la pointe; le tout enfermé dans une bordure de sable chargée de trois fasces d'argent. Ornements extérieursTimbré d'une couronne murale et soutenu à dextre d'une gerbe de blé d'or et à senestre d'une branche de chêne de sinople englantée d'or, croisées et liées de gueules en sautoir à la pointe. |
| Blason de Châtres | Détails | Figure sur le site officiel de la commune. |

| Blason de Chaumes-en-Brie | Blason  | D’azur aux trois gerbes d’or. Ornements extérieursTimbré d'une couronne murale et accolé de branches au naturel, de laurier à dextre et de chêne à senestre. |
| Blason de Chaumes-en-Brie | Détails | Armes parlantes. Figure sur le site internet de la commune.                                                                                                  |

| Blason de Chelles | Blason  | Écartelé, aux 1 et 4 d'azur à une fleur de lys d'or, aux 2 et 3, d'argent à une échelle de sable posée en bande. Ornements extérieursTimbré d'une couronne murale, accolé de branches à dextre de laurier, à senestre de chêne, croisée et liées en sautoir, le tout d'or, et en pointe la Croix de guerre 1939-1945,. |
| Blason de Chelles | Détails | Armes parlantes. Délaissé au profit d'un logo. |

| Blason de Chenoise | Blason  | Fascé d’argent et de sable de huit pièces au chef d’azur chargé d’un besant d’or, au cyclamor, mouvant du chef pour moitié, rayonnant de dix-sept et deux demies pièces ployées et dextrogyres, soutenu de cinq flammes renversées posées en arc, le tout brochant et d'or, accompagné, en pointe, d’une tour brochante du même ouverte d'argent, ajourée et maçonnée de sable, donjonnée de trois tourelles aussi d’or maçonnées aussi de sable, celle du milieu plus haute. Ornements extérieursTimbré d'une couronne murale, accolé d'épis de blé de sinople grainés d'or, liés en sautoir à la pointe. |
| Blason de Chenoise | Détails | Conçu par Marc Hairabedian en juillet 2009. |

| Blason de Chessy | Blason  | D’azur au chevron accompagné, en chef de deux roses et en pointe, d’un lion léopardé, le tout d’or, au chef d’argent chargé de trois tourteaux de gueules. Ornements extérieursTimbré dune couronne comtale |
| Blason de Chessy | Détails | Figure sur le site internet de la commune |

| Blason de Chevrainvilliers | Blason  | Parti : au 1er gironné d'argent et de gueules, au 2d d'azur à cinq fleurs de lys d'or, 2, 2 et 1. |
| Blason de Chevrainvilliers | Détails | Adopté le 28 juin 2021.                                                                           |

| Blason de Chevry-Cossigny | Blason  | De gueules à deux chevrons jumelés d’azur et d’argent, accompagnés de trois quarte-feuilles d’or boutonnées du même; au lambel à l'antique, le fil d’or et les pendants du même vidés du champ. |
| Blason de Chevry-Cossigny | Détails | * Il y a là non-respect de la règle de contrariété des couleurs : ces armes sont fautives (azur sur gueules). Blason visible sur le site officiel de la commune.                                |
| Blason de Chevry-Cossigny | Alias   | De gueules au chevron d’argent chargé d’un chevron d’azur, accompagné de trois quintefeuilles d’or et surmonté d’un lambel aussi d’argent.                                                      |

| Blason de Chevry-en-Sereine | Blason  | De sinople au bouquet de trois épis tigés, feuillés et liés d'or posé en bande, accosté de deux bâtons ondés d'argent; au chef bastillé de trois pièces cousu d'azur, chargé d'une représentation de la « croix Saint-Marc » du lieu accostée de deux fleurs de lis, le tout d'or. Ornements extérieursTimbré d'une couronne murale d'or         |
| Blason de Chevry-en-Sereine | Détails | * Ces armes emploient le terme « cousu » dans le seul but de contrevenir à la règle de contrariété des couleurs : elles sont fautives : azur sur sinople. Création de Claude Destampe en 2011. Présenté dans le bulletin municipal de Janvier 2011 ; figure depuis sur le site internet officiel de la commune et dans les bulletins municipaux. |

| Blason de Choisy-en-Brie | Blason  | Écartelé au 1) de gueules au chevron ondé couché d’or, au 2) d’azur à une crosse d’argent issante, au 3) d’azur à un silex d’argent, au 4) de gueules à trois navettes de tisserand d’or; sur le tout, d’argent à une étoile de sept rais de sinople. Ornements extérieursTimbré d'une couronne murale d'argent, supporté à dextre d'un rameau de frêne et à senestre d'une gerbe de blé, tous deux au naturel et croisés en sautoir, et à la pointe la Croix de guerre 1914-1918. |
| Blason de Choisy-en-Brie | Détails | Conçu par Jean-Claude Molinier. Figure sur le site internet de la commune. |

| Blason de Citry | Blason  | De gueules aux deux pals d’or, au chef d’argent chargé d’une masse de carrière de sable accostée de deux doloires affrontées de gueules. Ornements extérieursTimbré d'une couronne murale d'or et supporté d'un rameau de pêcher à dextre et de pampres à senestre, tous deux au naturel et liés en sautoir à la pointe. |
| Blason de Citry | Détails | Conçu par Jean-Claude Molinier. Le chef rend hommage aux seigneurs de Renty. Adopté le 6 mars 1998. |

| Blason de Claye-Souilly | Blason  | D’azur aux trois lys de jardin d’or tigés et feuillés de sinople.                                    |
| Blason de Claye-Souilly | Détails | Hérité de la famille Anjorrant, seigneurs de Clay dès le XVe siècle. N'est plus utilisé depuis 1990. |

| Blason de Clos-Fontaine | Blason  | De gueules à une fontaine d’or et une bordure d’argent ; au chef de sable à un grill d’argent accosté de deux croisettes pattées de même. Ornements extérieursTimbré d'une couronne murale d'or et soutenu à dextre d'une branche de chêne et à senestre d'une gerbe de blé, toutes deux d'or, croisées et liées en sautoir à la pointe. |
| Blason de Clos-Fontaine | Détails | Armes parlantes (La bordure enclôt la fontaine). Composé par Jean-Claude Molinier en 1998. Adopté sur proposition du Conseil Municipal des Jeunes la même année. |

| Blason de Combs-la-Ville | Blason  | D’azur chaussé d'or, à trois fleurs de lys d’or accompagnées, en abîme, d’un écusson cousu de sable à trois besants d’argent, au chef cousu de gueules chargé d’une couronne à l’antique d’or. Ornements extérieursTimbré d'une couronne murale d'or et supporté par un listel d'argent portant les mots Cumbis Villa. |
| Blason de Combs-la-Ville | Détails | * Ces armes emploient le terme « cousu » dans le seul but de contrevenir à la règle de contrariété des couleurs : elles sont fautives : gueules et sable sur azur. Le blason fait partie de l'identité visuelle de la ville.                                                                                           |

| Blason de Compans | Blason  | Fascé de gueules et d’argent, au chef d’or chargé de quatre merlettes d’azur. |
| Blason de Compans | Détails | Figure sur le site officiel de la commune et sur les bulletins municipaux.    |

| Blason de Condé-Sainte-Libiaire | Blason  | Tiercé en pairle renversé: au premier d'azur au voilier contourné d'or voguant sur des ondes alésées d'argent, au deuxième d'azur à l'arc de sable encoché d'une flèche du même posé en pal, au troisième de gueules à la grappe de raisin en ombre de sable; au pairle renversé d'or, ployé en pointe, brochant sur la partition. |
| Blason de Condé-Sainte-Libiaire | Détails | * Il y a là non-respect de la règle de contrariété des couleurs : ces armes sont fautives (sable sur azur). Figure sur le site internet de la commune. |

| Blason de Coubert | Blason  | Tiercé en pairle au 1) de gueules à une porte de bâtiment de trois arches plein cintre d’argent, sommée d’un fronton classique du même, au 2) et au 3) d’azur à une rose d’argent tigée et feuillée au naturel, celle de dextre posée en bande et celle de senestre posée en barre, au pairle d’or brochant sur la partition et à la filière du même. Ornements extérieursSoutenu de lauriers de sinople croisés en sautoir à la pointe et sommé d'épis de blé posés en chevron inversé et rejoignant les lauriers. |
| Blason de Coubert | Détails | Figure sur le site internet de la commune. |

| Blason de Couilly-Pont-aux-Dames | Blason  | Coupé au 1) d’argent à Saint-Georges sur son cheval terrassant de sa lance un dragon renversé, le tout d’azur, au 2) d’azur au pont en dos d’âne de trois arches d’argent, celle du milieu plus grande, maçonné de sable. Ornements extérieursTimbré d'une couronne murale et accolé de gerbes de blé posées en orle et liées en pointe, le tout d'or. |
| Blason de Couilly-Pont-aux-Dames | Détails | Armes parlantes. Figure sur le site internet de la commune. |

| Blason de Coulommiers | Blason  | D’azur au colombier rond d’or maçonné de sable, sommé d’une lanterne couverte en boule d’argent et girouettée d’or, la porte fermée et ferrée et celle de la lanterne du même, le dit colombier accosté de deux serpents aussi d’or langués de gueules, affrontés et entrelacés par la queue en pointe, la lanterne adextrée en chef de quatre colombes d’argent dont deux sortent et deux rentrent, et senestrée de quatre colombes aussi d’argent, dont trois rentrent et une sort. Ornements extérieursTimbré d'une couronne murale d'argent et la Croix de guerre 1914-1918 en pointe. DevisePrudentes ut serpentes, simplices ut columbae (Prudents comme des serpents, simples comme des colombes) |
| Blason de Coulommiers | Détails | Armes parlantes (Coulommiers et colombier). Le blason est encore utilisé par le comité de jumelage. |

| Blason de Courpalay | Blason  | Écartelé: au 1er de gueules à la bande d'or et à la bordure de vair, au 2e d'or au rencontre de taureau de sable, accorné d'argent, lampassé de gueules et couronné d'or, au 3e d'argent à trois tourteaux de gueules, au 4e de gueules à saint Martin à cheval, partageant son manteau avec un mendiant, le tout d'or. Ornements extérieursTimbré d'une couronne murale d'argent et soutenu de gerbes de blé d'or, croisées et liées de gueules en sautoir à la pointe. |
| Blason de Courpalay | Détails | Reprend en 1) les armes de La Fayette, seigneur de la commune ; en 2) celles de la princesse de Mecklembourg qui passe à Courpalay en 1837 ; en 3) celles des Courtenay*, seigneurs de la commune. Le quatrième quartier évoque saint Martin, patron de la commune. * Les Courtenay portent cependant d'or à trois tourteaux de gueules et non d'argent. Figure sur le site officiel de la commune.                                                                      |

| Blason de Courtacon | Blason  | Parti : au 1er d'or à un manteau de gueules et à une épée basse d'argent brochant, au 2d d'azur à deux fasces ondées d'argent et à une fleur de lys d'or brochant ; le tout sommé d'un chef de sinople chargé de trois épis de blé tigés et feuillés d'or. |
| Blason de Courtacon | Détails | Le statut officiel du blason reste à déterminer. |

| Blason de Courtry | Blason  | D’azur aux trois épis de blé d’or rangés en fasce, celui du milieu plus grand. Ornements extérieursTimbré d'une couronne de baron et accolé de pampres engrainés de pourpre à dextre et de fraisier couverts de fruits de gueules à senestre, croisés et liés en sautoir à la pointe. |
| Blason de Courtry | Détails | La mairie continue à faire figurer une couronne de baron, au lieu d'une couronne murale. Figure sur le site internet et les publications municipales. |

| Blason de Crécy-la-Chapelle | Blason  | D'azur à trois croissants entrelacés d'argent. |
| Blason de Crécy-la-Chapelle | Détails | D'après la légende, le blason aurait été attribué à Crécy par catherine de Médicis. Utilisé pour les bulletins municipaux, la correspondance et le jumelage. |

| Blason de Crégy-lès-Meaux | Blason  | De sinople à la croix en filet, cantonnée en chef à dextre d’une fleur de lys, en chef à senestre, d’une grappe de raisin feuillée de deux pièces, en pointe à dextre, d’un bouquet de trois épis de blé feuillé et arraché, en pointe à senestre, d’une colombe fondante, le tout d’or. |
| Blason de Crégy-lès-Meaux | Détails | |

| Blason de Crèvecœur-en-Brie | Blason  | Écartelé: au 1er de gueules à la chasuble d'argent chargée d'une croix latine du champ, au 2e d'argent à quatre fasces de sable, au cœur d'argent brochant, au 3e de gueules à l'épée d'or et au fléau de balance du même brochant en chef, au 4e de sable à la croix latine alésée d'argent, soutenue d'un fer à cheval renversé du même clouté du champ, au cœur de gueules chargé d'un besant d'argent brochant sur ladite croix; à la croix d'azur chargée de cinq fleurs de lis d'or brochant sur la partition. |
| Blason de Crèvecœur-en-Brie | Détails | Création de Jean-Claude Molinier en 1989. Armes parlantes. (cœur) Figure sur le site officiel de la commune et sur les comptes rendus du Conseil municipal. |

| Blason de Croissy-Beaubourg | Blason  | D’or à la couleuvre ondoyante d’azur posée en pal. Ornements extérieursTimbré d'une couronne de marquis et soutenu de deux licornes d'argent. DevisePerite et recte (Avec habileté et droiture) |
| Blason de Croissy-Beaubourg | Détails | Les armoiries sont celles de la famille Colbert. La mairie continue à faire figurer une couronne de baron, au lieu d'une couronne murale. Figure sur le bulletin municipal et le site officiel. |

| Blason de La Croix-en-Brie | Blason  | Parti : en 1) coupé, de gueules à une croix de Malte alésée d'argent, et d'azur à un épi de blé d'or posé en bande ; et en 2) d'argent à un goupil ravissant au naturel. |
| Blason de La Croix-en-Brie | Détails | Armes parlantes. Le goupil est mis pour le Roman de Renart Figure sur le site de la communauté de communes.                                                              |

| Blason de Crouy-sur-Ourcq | Blason  | D'or à cinq châteaux de gueules ordonnés 2, 2 et 1 Ornements extérieursTimbré d'un heaume, croix de guerre 1914-1918 à la pointe.                   |
| Blason de Crouy-sur-Ourcq | Détails | Provient des armes de la famille de Jean de Chepoy, Cepoy ou Sepoy, seigneurs de Crouy à partir de 1311. Figure sur le site internet de la commune. |

| Blason de Cucharmoy | Blason  | De gueules au charme d'or posé sur un tertre du même, au mouton d'argent brochant sur le tout ; à la bordure d'argent maçonnée de sable.                                       |
| Blason de Cucharmoy | Détails | Armes parlantes. (charme) Création de Jean-Claude Molinier adoptée par la municipalité le 24 septembre 1998. Commune intégrée à Chenoise-Cucharmoy depuis le 1er janvier 2019. |

Pas d'information pour les communes suivantes : Carnetin, Cély, Cesson, Chalautre-la-Grande, Chambry (Seine-et-Marne), Champdeuil, La Chapelle-Moutils, La Chapelle-Saint-Sulpice, Châteaubleau, Châtenay-sur-Seine, Chauconin-Neufmontiers, Chauffry, Chenou, Chevru, Cocherel, Collégien (Seine-et-Marne), Conches-sur-Gondoire, Congis-sur-Thérouanne, Coulombs-en-Valois, Coulommes, Coupvray, Courcelles-en-Bassée, Courchamp, Courquetaine, Courtomer (Seine-et-Marne), Coutençon, Coutevroult, Crisenoy, Cuisy (Seine-et-Marne)
- Haut – A
- B
- C
- D
- E
- F
- G
- H
- I
- J
- K
- L
- M
- N
- O
- P
- Q
- R
- S
- T
- U
- V
- W
- X
- Y
- Z

## D
| Blason de Dammarie-lès-Lys | Blason  | Parti: au premier d'azur à cinq fleurs de lis ordonnées en sautoir, au deuxième de gueules à deux châteaux donjonnés de trois pièces d'or, maçonnés et ouverts de sable, rangés en pal.                                 |
| Blason de Dammarie-lès-Lys | Détails | Armes parlantes. (lys) |
| Blason de Dammarie-lès-Lys | Alias   | Parti, au premier d'azur semé de fleurs de lys d'or, au second de gueules semé de châteaux donjonnés de trois tours d'or, maçonnés de sable. ou Mi-parti de France ancien et de Castille. Délaissé au profit d'un logo. |

| Blason de Dammartin-en-Goële | Blason  | Fascé d'argent et d'azur de six pièces, à la bordure de gueules. |
| Blason de Dammartin-en-Goële | Détails |                                                                  |

| Blason de Dammartin-sur-Tigeaux | Blason  | Parti : au 1er de gueules à la gerbe d'or senestrée d'un demi-obélisque d'argent mouvant de la partition, au 2e de sinople à la fontaine d'argent jaillissant d'azur ; au chef d'argent chargé d'une fleur de lys d'azur accostée de deux biches de sable. |
| Blason de Dammartin-sur-Tigeaux | Détails | Création de Jean-Claude Molinier adoptée par la municipalité en 1994. |

| Blason de Dampmart | Blason  | Parti, au premier de pourpre à l'arc d'or, la corde à dextre, au second coupé, au premier d'or à un silex taillé soudé d'argent, au second d'azur à trois larmes d'or. Ornements extérieursTimbre : couronne murale Supports : encadré à dextre d’épis de blé d’or et à senestre de pampres de sinople nervurées d’or et fruitées de gueules, le tout lié de gueules. |
| Blason de Dampmart | Détails | * Ces armes emploient le terme « cousu » dans le seul but de contrevenir à la règle de contrariété des couleurs : elles sont fautives. Ce blason n'est pas tel que conçu par M. Molinier et voté par le conseil municipal en 1991. On suppose que les contraintes d'impression ont à l'époque provoqué ce changement. Figure sur le site officiel de Dampmart.        |
| Blason de Dampmart | Alias   | Parti, au premier de gueules à l'arc d'or la corde à dextre, au second coupé, au premier d'or au silex de sable, au second d'azur à trois larmes d'or. Conçu par jean-Claude Molinier et voté par le conseil municipal en 1991. |

| Blason de Dhuisy | Blason  | De gueules à l'arbre d'or senestré d'un cerf passant du même, le tout sur une terrasse cousue de sinople* chargée de deux feuilles de chêne d'or appointées en fasce par les pétioles; au chef cousu d'azur chargé de l'inscription « Dhuisy » en lettres gothiques d'or. Ornements extérieursCroix de guerre 1914-1918 à la pointe. |
| Blason de Dhuisy | Détails | * Ces armes emploient le terme « cousu » dans le seul but de contrevenir à la règle de contrariété des couleurs : elles sont fautives. Composition de Michèle Vinot en 2010. Adopté par référendum municipal en Septembre 2010. |

| Blason de Diant | Blason  | De sinople à l'écu parti d'argent et de gueules à une croix ancrée brochant de l'un en l'autre; au chef ondé d'azur soutenu d'argent, chargé du buste de sainte Geneviève tenant un cierge d'or mouvant de la pointe et accosté de deux fleurs de lis du même. |
| Blason de Diant | Détails | Le statut officiel du blason reste à déterminer. |

| Blason de Donnemarie-Dontilly | Blason  | D'azur à deux clefs d'or passées en sautoir.             |
| Blason de Donnemarie-Dontilly | Détails | Non-officiel. La commune utilise un logo en forme d'écu. |

Pas d'information pour les communes suivantes : Dagny, Darvault, Dormelles, Doue, Douy-la-Ramée
- Haut – A
- B
- C
- D
- E
- F
- G
- H
- I
- J
- K
- L
- M
- N
- O
- P
- Q
- R
- S
- T
- U
- V
- W
- X
- Y
- Z

## E
| Blason de Échouboulains | Blason  | Écartelé: au premier d'azur au soc d'argent accompagné de quatre quintefeuilles d'or posées en croix, au deuxième d'or au vol d'azur accompagné de deux huchets de gueules, l'un en chef et l'autre en pointe, au troisième d'or à deux épis de blé tigés et feuillés de sinople passés en sautoir, à la crosse de gueules brochant sur le tout, au quatrième de gueules à la croisette pattée tigée et feuillée d'argent. Ornements extérieursTimbré d'une banderolle portant la mention "1678" |
| Blason de Échouboulains | Détails | Figure sur le site internet de la commune. |

| Blason de Les Écrennes | Blason  | D’or, à l’église paroissiale du lieu d’azur, surmontant deux cors de chasse du même enguichés de gueules et entrecroisés; à la bordure du deuxième, chargée de quatre fleurs de lys aux angles, de deux roues de 8 rayons aux flancs et d’une navette posée en fasce en chef, le tout d’or. Ornements extérieursTimbré d'une couronne murale d'or, accolé d'épis de blé au naturel, |
| Blason de Les Écrennes | Détails | Figure sur le site internet de la commune et remplace un blason plus ancien. |

| Blason de Égreville | Blason  | Coupé au 1) parti palé d'argent et de gueules de six pièces et d'azur à une aigle contournée et couronnée d'or 2) de gueules à une poule d'argent membrée de carnation. Ornements extérieursTimbré d'une couronne murale d'or à trois tours et accolé de gerbes de blé de même, liées d'or en sautoir à la pointe. |
| Blason de Égreville | Détails | Composé par Jean-Claude Molinier en avril 1999. Les quartiers du chef sont issus du blason des Ermont d'Égreville, seigneurs du lieu. Figure sur les publications municipales et le site officiel. |

| Blason de Émerainville | Blason  | D’hermine à la cotice ondée d’azur, sur le tout, d’argent à trois coqs hardis de gueules. Ornements extérieursTimbré d'une couronne murale d'or à trois tours et accolé de rameaux de laurier du même. |
| Blason de Émerainville | Détails | Délaissé au profit d'un logo. |

| Blason de Esbly | Blason  | D'or à l'aigle de sable, au chef d'azur chargé de trois fleurs de lys du champ                                                                    |
| Blason de Esbly | Détails | Le champ est de la famille Charlet, seigneurs d'Esbly au XVIIIe siècle Figure sur le site officiel de la commune et sur les bulletins municipaux. |

| Blason de Esmans | Blason  | D'azur à la cotice alésée en chef en touchant les bords de l'écu, componée de cinq pièces, trois de gueules et deux d'or, à deux étoiles d'or, la première chargeant le 1er compon, l'autre, le canton senestre du chef. |
| Blason de Esmans | Détails | Le statut officiel du blason reste à déterminer. |

| Blason de Évry-Grégy-sur-Yerre | Blason  | Écartelé: au premier et au quatrième d'or au lévrier rampant de gueules et à la bordure crénelée de sable, au deuxième et au troisième d'argent à la tête de Maure tortillée du champ. |
| Blason de Évry-Grégy-sur-Yerre | Détails | Figure sur le site officiel de la commune. |

Pas d'information pour les communes suivantes : Égligny, Étrépilly (Seine-et-Marne), Everly
- Haut – A
- B
- C
- D
- E
- F
- G
- H
- I
- J
- K
- L
- M
- N
- O
- P
- Q
- R
- S
- T
- U
- V
- W
- X
- Y
- Z

## F
| Blason de Faremoutiers | Blason  | De gueules à trois épis de blé d’argent posés en pal et sautoir, au chef d’azur chargé d'une fleur de lys d’or accostée de deux crosses affrontées du même. Ornements extérieursTimbré d'une couronne murale d'argent. |
| Blason de Faremoutiers | Détails | * Il y a là non-respect de la règle de contrariété des couleurs : ces armes sont fautives (azur sur gueules).Les deux crosses font référence à l'abbaye de Faremoutiers. Figure sur le site officiel de la commune.    |

| Blason de Faÿ-lès-Nemours | Blason  | Écartelé en sautoir: au premier d'azur au cerf à la reposée [couché] d'or et au chef échiqueté d'or et de gueules de trois tires, au deuxième et au troisième d'or au soleil non figuré du même rayonnant de gueules, au quatrième de gueules à la croisette pattée d'argent. Ornements extérieursTimbré d'une couronne murale d'argent et soutenu à dextre d'une branche de hêtre et à senestre d'une branche de chêne, toutes deux de sinople fruitées d'or, croisées et liées en sautoir à la pointe. |
| Blason de Faÿ-lès-Nemours | Détails | Créé par Mme Larnicole en 2011 et offert à la commune le 17 avril 2011. Le blason intègre les armes de différents seigneurs de Faÿ : en 1) Pierre Barton, Vicomte de Montbas (ou de MontBras) ; en 2) et 3) Michel Hurault de l'Hospital ; en 4) Jacques de Rougé, marquis de Plessis-Bellière. Figure sur le site officiel de la commune. |

| Blason de Féricy | Blason  | D'azur au chevron d'or, chargé d'un pont isolé de deux arches d'argent maçonné de sable, accompagné, en chef, d'un cep de vigne au naturel à dextre, d'une hure de sanglier de sable défendue d'argent à senestre et, en pointe, d'un clou de la Passion d'or accompagné de trois fleurs de lis du même. |
| Blason de Féricy | Détails | * Ces armes emploient le terme « cousu » dans le seul but de contrevenir à la règle de contrariété des couleurs : elles sont fautives : Il y a là non-respect de la règle de contrariété des couleurs. Figure sur le site Internet de la commune.                                                        |

| Blason de Férolles-Attilly | Blason  | D'azur au chevron d'or accompagné en chef de deux tours d'argent ouvertes et maçonnées de sable, et en pointe d'un lion d'or issant d'une tierce ondée d'argent. |
| Blason de Férolles-Attilly | Détails | Créé par Jean-Claude Rouch en 1991. Le chef est mis pour la seigneurie de La barre ou Des barres, et la pointe est mise pour Claude de Bullion Marquis d'Attilly, fils de Claude de Bullion Figure sur le site internet de la commune, mais délaissé au profit d'un logo. |

| Blason de Ferrières-en-Brie | Blason  | D’argent maçonné de sable de sept carreaux, deux en chef, trois en fasce et deux en pointe, celui en abîme chargé d’un croissant de gueules et les autres chargés chacun d’une merlette aussi de sable. |
| Blason de Ferrières-en-Brie | Détails | Blason de la famille de Marillac, seigneurs de Ferrières aux XVIe et XVIIe siècles. Blason officiel depuis 1976.                                                                                        |

| Blason de La Ferté-Gaucher | Blason  | De gueules au lion d'or Ornements extérieursTimbré d'une couronne murale |
| Blason de La Ferté-Gaucher | Détails | Figure sur le site internet officiel de la commune.                      |

| Blason de La Ferté-sous-Jouarre | Blason  | D'azur semé de fleurs de lis d'or, à un lion passant de même brochant. Ornements extérieursTimbré d'une couronne murale, soutenu de deux lions affrontés et la Croix de guerre 1914-1918 en pointe. |
| Blason de La Ferté-sous-Jouarre | Détails | Octroyé par Louis XVIII par ordonnance du 29 juin 1819, sur proposition du conseil municipal le 14 juillet 1818                                                                                     |

| Blason de Flagy | Blason  | De gueules à la bande d'argent chargée d'une roue de moulin de sable mouvant d'une burelle ondée de sinople, accompagnée de six fleurs de lis d'or rangées en bande, trois de chaque côté; au lambel antique à cinq pendants d'azur. |
| Blason de Flagy | Détails | Figure sur le site internet de la commune. |

| Blason de Fleury-en-Bière | Blason  | D'argent à la bande ondée d'azur chargée d'une tête de léopard d'or muselée d'un anneau du même et de deux quintefeuilles d'or, accompagnée de deux faucons contournés de gueules et chaperonnés de sable, chacun posé sur un gantelet de gueules mis en pal. Ornements extérieursTimbré d'une couronne murale d'or et accolé de branches de chêne de sinople englantées d'or croisées en sautoir et liées de gueules à la pointe. |
| Blason de Fleury-en-Bière | Détails | Créé par le Club de l'Échauguette et adopté le 15 avril 1997. Utilisé sur le site internet officiel de la commune et sur les publications municipales. |

| Blason de Fontainebleau | Blason  | Tiercé en fasce : au premier, d’or, à l'aigle d'Empire de sable ; au deuxième, d'azur à la fasce ondée d'argent ; au troisième, d'argent à la salamandre enflammée de gueules ; au canton des villes de seconde classe brochant. Ornements extérieursOrnement des villes de seconde classe, à savoir : Timbré d'une couronne murale à sept créneaux d'argent portant sur son bandeau un double F d'or, soutenue d'un caducée de même auquel sont suspendus deux festons servant de lambrequins, l'un à dextre de chêne, l'autre à senestre d'olivier aussi d'or, noués et rattachés par des bandelettes d'azur. |
| Blason de Fontainebleau | Détails | La salamandre est l'emblème personnel de François Ier. Conflit héraldique : le dessin présente une jumelle ondée d'argent. Octroyé par Napoléon III par décret du 25 juin 1864, toujours utilisé. |

| Blason de Fontaine-le-Port | Blason  | D'azur au pont de bois à trois piles de pierre d'or sur une mer du champ, à la fontaine du même mouvant de la pointe et brochante, à la branche de six feuilles de chêne de sinople englantée de trois pièces d'or en chef. |
| Blason de Fontaine-le-Port | Détails | Armes parlantes. Figure sur le site officiel la commune et les publications municipales. |

| Blason de Fontenailles | Blason  | De gueules à une fontaine d'argent, au chef de même chargé d'une croisette de gueules accostée de deux quintefeuilles de sinople. Ornements extérieursTimbré d'une couronne murale d'or et soutenu de deux branches de chêne de sinople englantées d'or, croisées et liées d'argent en sautoir à la pointe. |
| Blason de Fontenailles | Détails | Armes parlantes. Figure sur le site officiel de la commune. |

| Blason de Fontenay-Trésigny | Blason  | Écartelé au 1) d’azur aux sept besants d’or ordonnés 3.3.1 au chef du même chargé d’un lion issant de gueules, au 2) d’argent au noyer de sinople, au chef de gueules chargé d’une croisette potencée d’argent, au 3) d’azur à l’épervier essorant d’or longé et grilleté du même au 4) de gueules à la bande d’or ; sur le tout de gueules à la porte d’argent. Ornements extérieursTimbré d'une couronne murale d'argent et accolé de branches de chêne feuillées de sinople aux glands d'or croisées en sautoir à la pointe, et retenant en pointe un listel d'argent chargé de la devise en lettre de sable. DeviseFidelis historiae ac futuro fides (Fidèle à son histoire et confiant dans l'avenir) |
| Blason de Fontenay-Trésigny | Détails | Le I est mis pour Manesses, le II pour Nogaret de La Valette, le III pour Le Tonnelier de Breteuil, le IV pour Noailles Figure sur le site officiel la commune et les publications municipales. |

| Blason de Forges | Blason  | Coupé: au 1er de gueules au chevron d'or accompagné de trois besants de même, au 2e d'azur à l'enclume d'argent surmontée de deux marteaux du même posés en chevron et accostés de deux fleurs de lis d'or. |
| Blason de Forges | Détails | Armes parlantes. (marteaux et enclume) Adopté le 31 janvier 2017. |

| Blason de Fouju | Blason  | Tiercé en pairle renversé : au 1er d'azur aux trois fleurs de lys d'or, au 2e d'or à l'oie au naturel, au 3e de gueules à la pompe à bras de pompier d'argent. |
| Blason de Fouju | Détails | Le statut officiel du blason reste à déterminer. |

| Blason de Fresnes-sur-Marne | Blason  | D'azur au frêne d'or à dextre et à l'épée d'argent garnie d'or à senestre, le tout soutenu d'une divise ondée d'or. Ornements extérieursTimbré d'une couronne murale et soutenu de deux lions affrontés. |
| Blason de Fresnes-sur-Marne | Détails | Armes parlantes (Fresnes et le frêne). Figure sur le site officiel la commune. |

| Blason de Fublaines | Blason  | D'azur à la barre d'or chargée d'une église de gueules posée à plomb. |
| Blason de Fublaines | Détails | Figure sur le bulletin municipal.                                     |

Pas d'information pour les communes suivantes : Favières (Seine-et-Marne), Fontaine-Fourches, Fontains, Forfry, Frétoy, Fromont
- Haut – A
- B
- C
- D
- E
- F
- G
- H
- I
- J
- K
- L
- M
- N
- O
- P
- Q
- R
- S
- T
- U
- V
- W
- X
- Y
- Z

## G
| Blason de Gastins | Blason  | Gironné de gueules et d'argent ; au chef d'azur chargé de trois besants d'or.    |
| Blason de Gastins | Détails | Création de Jean-Claude Molinier adoptée par la municipalité le 30 janvier 1998. |

| Blason de La Genevraye | Blason  | Parti : au 1) mi parti de gueules à l’aigle d’argent armée et lampassée d’or, au 2) d’argent à la croix pattée au pied fiché de gueules et à la champagne d’azur chargée de trois fasces ondées du champ. |
| Blason de La Genevraye | Détails | Le parti dextre est de Pologne en l'honneur du général Kościuszko. Figure sur le site internet de la commune.                                                                                             |

| Blason de Gironville | Blason  | D'azur au pal d'argent chargé d'un écusson ovale d'azur à la fleur de lys d'or surmonté du nombre « 47 » de sable, adextré d'une grappe de raisin d'or et senestré d'une gerbe du même. |
| Blason de Gironville | Détails | Le statut officiel du blason reste à déterminer. |

| Blason de Gouvernes | Blason  | Écartelée, au 1 et 4 d’azur au chevron d’or accompagné de trois étoiles à six rais de même, au 2 et 3 de sinople à trois poissons d’argent. DeviseNul bien sans peine. devise de Nicolas Gaudete, seigneur du fief de Dueil au XVIe siècle, reprise comme devise de la commune. |
| Blason de Gouvernes | Détails | Elles s’inspirent de celles de Marie du Tillet qui figurent sur sa dalle funéraire dans l’église du village. Le statut officiel du blason reste à déterminer. |

| Blason de La Grande-Paroisse | Blason  | Divisé en chevron: au premier d'azur au besant d'or accosté de deux fleurs de lis du même, au deuxième d'or à l'aigle d'azur; au chevron de sable brochant sur la partition. |
| Blason de La Grande-Paroisse | Détails | Le statut officiel du blason reste à déterminer. |

| Blason de Grandpuits-Bailly-Carrois | Blason  | D'or à la barre d'azur; au puits d'argent maçonné et équipé de sable brochant sur le tout. |
| Blason de Grandpuits-Bailly-Carrois | Détails | Armes parlantes. Figure sur le site officiel de la commune.                                |

| Blason de Gressy | Blason  | D’azur au chevron d’argent accompagné de trois besants du même.       |
| Blason de Gressy | Détails | Adopté le 10 février 1973. Figure sur le site internet de la commune. |

| Blason de Gretz-Armainvilliers | Blason  | D’or au dragon de sinople, au chef d’azur chargé d’un vol de chauve-souris d’argent. Ornements extérieursTimbré d'une couronne murale et accolé à dextre d'un cep de vigne et à senestre d'une branche de chêne, le tout d'or, liés de sinople en sautoir en pointe.                                                |
| Blason de Gretz-Armainvilliers | Détails | Le dragon reprend le sceau de Jehan de Grès, maréchal de France de Philippe Le Bel au XIIIe siècle. Le vol de chauve-souris est en l'honneur de Clément Ader, qui fit voler son Éole à Armainvilliers le 9 octobre 1890. Figure sur le site officiel de la commune et les correspondances officielles de la mairie. |

| Blason de Grez-sur-Loing | Blason  | Parti : au 1) d’azur semé de fleurs de lys d’or, à la bande de gueules chargée de trois lionceaux d’argent brochante, au 2) coupé au I de gueules au léopard lionné d’or et au II d’argent au lion de gueules. Ornements extérieursTimbré d'une couronne murale et accolé de pampres à dextre et de lauriers à senestre, le tout d'or, liés d'azur en sautoir en pointe. |
| Blason de Grez-sur-Loing | Détails | Figure sur le site officiel de la commune. |

| Blason de Grisy-Suisnes | Blason  | D'or au lion soutenu de trois fleurs de lis, le tout de gueules; mantelé d'azur chargé de deux roses des jardins d'argent. Ornements extérieursTimbré d'une couronne comtale.                                       |
| Blason de Grisy-Suisnes | Détails | Le mantelé d'azur rappelle les armes anciennes de la famille des marquis Le Lièvre de La Grange dont le caveau se situe dans la commune. Figure sur le site internet de la commune et sur les bulletins municipaux. |

| Blason de Guignes | Blason  | Taillé: au Premier d'azur à deux cerises de gueules tigées et feuillées de sinople, au second d'azur à la gerbe d'or et à la faux du même posée en barre brochante, le fer vidé et dirigé vers la pointe; au filet en barre d'or brochant sur la partition, le tout dans une filière du même. |
| Blason de Guignes | Détails | * Il y a là non-respect de la règle de contrariété des couleurs : ces armes sont fautives (gueules et sinople sur azur). Armes parlantes. (guignes = variété de cerises) Officiel, confirmé par la mairie.                                                                                    |

Pas d'information pour les communes suivantes : Garentreville, Germigny-l'Évêque, Germigny-sous-Coulombs, Gesvres-le-Chapitre, Giremoutiers, Gouaix, Gravon, Grisy-sur-Seine, Guérard (Seine-et-Marne), Guercheville, Guermantes, Gurcy-le-Châtel
- Haut – A
- B
- C
- D
- E
- F
- G
- H
- I
- J
- K
- L
- M
- N
- O
- P
- Q
- R
- S
- T
- U
- V
- W
- X
- Y
- Z

## H
| Blason de Haute-Maison (La) | Blason  | Écartelé au 1) d’azur à trois fleurs de lys d’or, qui est de France moderne, au 2) d’or à une vache de sable colletée et clarinée de gueules, au 3) de gueules à deux gerbes d’or rangées en bande, au 4) de sinople à l’épée d’or accostée de deux bars adossés du même. Ornements extérieursTimbré d'un crancelin d'or. DeviseEnse et arratro (Par l'épée et la charrue). |
| Blason de Haute-Maison (La) | Détails | Conçu par Max Cornelise, conseiller municipal, en 1998. |

| Blason de Hautefeuille | Blason  | Écartelé: aux 1er et 4e de gueules à la forêt d'argent terrassée du même, au 2e d'azur à l'épée basse d'or accolée de deux croissants adossés du même, au 3e d'azur à la hache contournée d'or. |
| Blason de Hautefeuille | Détails | Le statut officiel du blason reste à déterminer. |

| Blason de Héricy | Blason  | D'azur à trois lys de jardin d'or grainés de gueules, la tige de celui de la pointe plus courte, enclavée en emmanchure d'une plaine cousue de même chargée d'une étoile aussi d'or. Ornements extérieursTimbré d'une couronne comtale (?) |
| Blason de Héricy | Détails | Figure sur le site officiel et sur les publications municipales. |

| Blason de Hermé | Blason  | De gueules à trois fasces vivrées d'argent, celles du chef et de la pointe chargées chacune d'une clé du champ posée en fasce et celle du milieu d'une épée couchée d'azur. |
| Blason de Hermé | Détails | Armories composées par Jean-Claude Molinier, adoptées par la municipalité en septembre 2013.                                                                                |

| Blason de Hondevilliers | Blason  | Écartelé : au premier de gueules à deux billettes d'argent rangées en bande, au deuxième d'or à deux roues de moulin de sable rangées en barre, au troisième d'or au loup passant de sable, au quatrième de gueules au buste de femme d'argent mouvant d'une jumelle ondée d'or, le tout sommé d'un chef triangulaire d'azur semé de larmes d'argent, à la crosse contournée d'or, remplie de sable et mouvant de la pointe du chef, brochante. Ornements extérieursTimbré d'une couronne murale d'or et accolé de gerbes de blé du même, croisées et liées de gueules en sautoir à la pointe. |
| Blason de Hondevilliers | Détails | Création de Jean-Claude Molinier et Jean Antéreau. Figure sur les comptes rendus du Conseil municipal et les bulletins d'information municipaux. |

Pas d'information pour les communes suivantes : La Houssaye-en-Brie
- Haut – A
- B
- C
- D
- E
- F
- G
- H
- I
- J
- K
- L
- M
- N
- O
- P
- Q
- R
- S
- T
- U
- V
- W
- X
- Y
- Z

## I
| Blason de Ichy | Blason  | De gueules à un arbre (tilleul ?) arraché d'argent accompagné, en chef, de deux épis de blé d'or et, en pointe, de trois noix du même ; à la bordure d'azur* chargée de cinq fleurs de lys d'or. |
| Blason de Ichy | Détails | * Il y a là non-respect de la règle de contrariété des couleurs : ces armes sont fautives (azur sur gueules). Le statut officiel du blason reste à déterminer.                                   |

| Blason de Isles-les-Meldeuses | Blason  | De gueules à la croix de calvaire d'or, posée sur un rocher du même émergeant d'une rivière d'argent mouvant de la pointe, ladite croix accostée de deux serpents affrontés d'or ondoyant en pal. Ornements extérieursTimbré d'une couronne murale d'or et accolé de gerbes du même, croisées et liées de gueules en sautoir à la pointe. |
| Blason de Isles-les-Meldeuses | Détails | Le statut officiel du blason reste à déterminer. |

| Blason de Isles-lès-Villenoy | Blason  | De gueules au cavalier tenant une oriflamme, le tout d’or posé sur deux monticules du même mouvant d’une mer ondée d’azur. Ornements extérieursTimbré d'une couronne murale d'or et accolé de gerbes de blé du même, croisées et liées de gueules en sautoir à la pointe. DeviseInsulae juxta villam novam. |
| Blason de Isles-lès-Villenoy | Détails | Figure sur le site officiel de la commune. |

Pas d'information pour la commune suivante : Iverny
- Haut – A
- B
- C
- D
- E
- F
- G
- H
- I
- J
- K
- L
- M
- N
- O
- P
- Q
- R
- S
- T
- U
- V
- W
- X
- Y
- Z

## J
| Blason à dessiner | Blason  | D'or à la barre de gueules chargée en coeur d'une fleur de lis d'or accompagnée de deux brins de genêt du même posés à plomb, ladite barre accompagnée en chef d'une grappe de raisin de pourpre tigée et feuillée au naturel et en pointe de sainte Geneviève au naturel et à mi-corps; à la plaine d'azur. |
| Blason à dessiner | Détails | Officiel |

| Blason de Jouarre | Blason  | D’azur à la montagne de sinople*, portant la tour carrée du lieu d’or, essorée de gueules et accompagnée de 3 étoiles d’or rangées en chef. Ornements extérieursTimbré d'une couronne murale d'or et accolé à dextre d'une gerbe de blé d'or et à senestre d'une branche de chêne liées en sautoir à la pointe, la Croix de guerre 1914-1918 appendue à la pointe de l’écu, brochant sur la croisure de la gerbe et de la branche. DeviseToujours je veille. |
| Blason de Jouarre | Détails | Conçu par M. Godinat en 1921. * Ces armes emploient le terme « cousu » dans le seul but de contrevenir à la règle de contrariété des couleurs : elles sont fautives. Officiel depuis la délibération du conseil municipal du 11 février 2012. |

| Blason de Jouy-le-Châtel | Blason  | Divisé en chevron: au 1er parti au I d'azur à la bande d’argent côtoyée de deux doubles cotices potencées contre-potencées d'or, au II d'azur semé de fleurs de lis d'or, au 3e de gueules à trois épis de blé d'or mal ordonnés; au chevron d'argent brochant sur la partition. Ornements extérieursTimbré d'une couronne murale |
| Blason de Jouy-le-Châtel | Détails | Création de M. Pierre Perie, conseiller municipal. Adopté en Conseil municipal le 11 février 2009[réf. souhaitée]. Le blason reprend les armes de France (en II) et des Comtes de Champagne (en I). Adopté en Conseil municipal le 11 février 2009. Figure sur le site officiel de la commune.                                    |

| Blason de Jouy-sur-Morin | Blason  | Ondé coupé, au premier d'argent à la main dextre appaumée de gueules sommée d'une croisette latine du même ; au second d'azur à trois coquilles d'or. Ornements extérieursTimbré d'une couronne murale et soutenu de deux épis de blé croisés en sautoir, le tout d'or. |
| Blason de Jouy-sur-Morin | Détails | Blason conçu par Stéphane Devillers. Les trois coquilles reprennent les armes de la famille de Bonneval, seigneurs de Jouy-sur-Morin de 1478 à 1636-1716 Adopté en conseil municipal le 28 septembre 2001.                                                              |

| Blason de Juilly | Blason  | Taillé: au 1er de gueules à l'épi de blé feuillé en pal, enserré par deux branches de laurier, les tiges passées en sautoir en pointe et brochant sur l'épi, le tout d'argent, au 2e d'argent à la croix fleuronnée de gueules. |
| Blason de Juilly | Détails | Le statut officiel du blason reste à déterminer. |

| Blason de Jutigny | Blason  | Coupé: au 1) de gueules à un lévrier d'argent passant, posé sur le trait du coupé, surmonté d'un cor d'or pendant du bord supérieur et accosté de deux épis de blé tigés et feuillés du même, celui de dextre posé en barre, celui de senestre en bande; au 2) parti: au 2a) d'azur à trois roues de moulin d'argent; au 2b) d'argent semé de tourteaux de sable et au sautoir de gueules brochant. |
| Blason de Jutigny | Détails | Le statut officiel du blason reste à déterminer. |

Pas d'information pour les communes suivantes : Jablines, Jaulnes, Jossigny.
- Haut – A
- B
- C
- D
- E
- F
- G
- H
- I
- J
- K
- L
- M
- N
- O
- P
- Q
- R
- S
- T
- U
- V
- W
- X
- Y
- Z

## L
| Blason de Lagny-sur-Marne | Blason  | D’azur à la lettre L gothique d’or à dextre, au clou du même à senestre, le tout sommé d'une couronne royale ouverte, aussi d’or. Ornements extérieursTimbré d'une couronne murale et soutenu de branches de laurier à dextre et de chêne à senestre liés en sautoir, la Croix de guerre 1939-1945 en pointe. |
| Blason de Lagny-sur-Marne | Détails | Ne sert plus aux documents officiels, au profit d'un logotype. |

| Blason de Laval-en-Brie | Blason  | De gueules à la crosse d'argent adextrée d'un gril d'or, la poignée en bas, et senestrée d'une gerbe du même. |
| Blason de Laval-en-Brie | Détails | Le statut officiel du blason reste à déterminer.                                                              |

| Blason de Léchelle | Blason  | Parti: au 1er de gueules à l'arbre d'argent sur un mont de sable, au 2e d'or à la roue de moulin de sable; au chef d'azur bastillé de trois pièces et chargé d'une larme d'or accostée de deux fleurs de lis du même. |
| Blason de Léchelle | Détails | * Il y a là non-respect de la règle de contrariété des couleurs : ces armes sont fautives (sable sur gueules). Le statut officiel du blason reste à déterminer.                                                       |

| Blason de Lescherolles | Blason  | Écartelé: au premier de gueules à Notre Dame auréolée d'argent, habillée d'azur, assise sur une chaire antique d'or, au deuxième d'azur au chevron d'or accompagné, en chef, de deux étoiles et, en pointe, d'un lion, le tout du même, au troisième d'argent au chevron de gueules accompagné de trois roses du même, au quatrième d'argent à quatre lionceaux de gueules couronnés d'or; sur le tout, d'azur à trois fleurs de lis d'or. Ornements extérieursTimbré d'une couronne murale d'or et soutenu de deux lions affrontés de gueules. |
| Blason de Lescherolles | Détails | Créé par Jean-Claude Molinier en 1991 Adopté en Conseil municipal en août 1991. Figure sur les plans de ville. |

| Blason de Lesches | Blason  | D'argent à la laiche de sinople soutenue d'une rivière d'azur mouvant de la pointe ; chapé de gueules à deux roses d'or en chef. Ornements extérieursTimbré d'une couronne murale d'or et accolé à dextre de pampres de sinople fruitées de gueules et nervurées d'or et à senestre d'un rameau de chêne de sinople fruité d'or.                          |
| Blason de Lesches | Détails | Armes parlantes (jeu de mots avec la laiche qui est une plante des marais qui entourent la commune). Créé par jean-Claude Molinier en 1993. Les ornements sont représentés différemment du blasonnement sur le site officiel : dextre et senestre sont inversées. Adopté en Conseil municipal le 18 juin 1993. Figure sur le site officiel de la commune. |

| Blason de Lésigny | Blason  | D’azur au pal d’or chargé d’un lion de gueules armé, lampassé et couronné du champ, accosté de six fleurs de lys et de quatre besants, le tout aussi d’or ordonné intercalé en deux pals. Ornements extérieursTimbré d'une couronne murale et accolé de rameaux croisés en sautoir à la pointe. |
| Blason de Lésigny | Détails | Le statut officiel du blason reste à déterminer. |

| Blason de Leudon-en-Brie | Blason  | Écartelé: au 1 d'argent à une tour masurée de gueules, ouverte et ajourée du champ, au 2 d'azur à trois fleurs de lis d'or, au 3 d'azur à un soleil non figuré d'or, au 4 de sinople à sept épis de blé d'or, empoignés en éventail et liés du même, à la lettre capitale L de sable brochant en cœur sur la partition. |
| Blason de Leudon-en-Brie | Détails | Créé par JF Binon. Sur PanneauPocket 2023. |

| Blason de Liverdy-en-Brie | Blason  | De gueules au chevron d’or chargé de trois cailloux de sable, accompagné, en pointe, d’une coq d’argent crêté, barbé et membré d’or, au chef cousu d’azur chargé de trois gerbes aussi d’or. Ornements extérieursTimbré d'une couronne murale et accolé de branches de chêne de sinople églantées d'or à dextre et de pampres égrenés de pourpre à senestre, liées d'or en sautoir à la pointe. |
| Blason de Liverdy-en-Brie | Détails | * Ces armes emploient le terme « cousu » dans le seul but de contrevenir à la règle de contrariété des couleurs : elles sont fautives : azur sur gueules. Figure sur le bulletin municipal et le site officiel. |

| Blason de Lizy-sur-Ourcq | Blason  | D'azur, à la fasce ondée d'argent, accompagnée en chef d'une fleur de lys à dextre et d'une roue dentée à senestre et en pointe de deux épis de blé en sautoir, le tout d'or. |
| Blason de Lizy-sur-Ourcq | Détails | Adopté en conseil municipal en 1985. |

| Blason de Lorrez-le-Bocage-Préaux | Blason  | D'azur à la fasce ondée d'argent maçonnée de sable accompagnée en chef d'une clé d'or posée en fasce, le panneton percé en forme de cœur, et en pointe d'une levrette passante du même, accolée d'argent. Ornements extérieursTimbré d'une couronne murale d'or et accolé de gerbes de blé du même, croisées et liées en sautoir à la pointe. |
| Blason de Lorrez-le-Bocage-Préaux | Détails | Créé par jean-Claude Molinier. Figure sur le site officiel de la commune. |

| Blason de Louan-Villegruis-Fontaine | Blason  | D'azur fretté d'argent.                    |
| Blason de Louan-Villegruis-Fontaine | Détails | Figure sur le site officiel de la commune. |

| Blason de Lumigny-Nesles-Ormeaux | Blason  | De gueules à une tour d’or avec ses avant-murs mouvant des flancs, ouverte et ajourée de sable, le tout maçonné du même et posé sur une terrasse voûtée de sinople, accompagné en chef à dextre d’un gril d’argent la poignée en bas, et à senestre d’un écusson d’argent chargé d'une croisette ancrée de gueules. Ornements extérieursTimbré d'une couronne murale et accosté à dextre d'une gerbe de blé et à senestre d'une branche de chêne croisées en sautoir et liées à la pointe, le tout d'or. |
| Blason de Lumigny-Nesles-Ormeaux | Détails | Figure sur le site du Pays du Centre-Brie et sur le bulletin municipal. |

Pas d'information pour les communes suivantes : Larchant, Lieusaint (Seine-et-Marne), Limoges-Fourches, Lissy, Livry-sur-Seine, Lizines, Lognes, Longperrier, Longueville (Seine-et-Marne), Luisetaines, Luzancy 
- Haut – A
- B
- C
- D
- E
- F
- G
- H
- I
- J
- K
- L
- M
- N
- O
- P
- Q
- R
- S
- T
- U
- V
- W
- X
- Y
- Z

## M
| Blason de Machault | Blason  | De gueules à la crosse d'or mouvant de la pointe accostée de deux grappes de raisin du même, tigées et feuillées de sinople; au chef émanché d'une pièce et deux demies d'argent Ornements extérieursTimbré d'une couronne murale et accolé à dextre d'épis de blé et à senestre de rameaux de buis, liés en sautoir par la tige. |
| Blason de Machault | Détails | Le chef émanché de deux pièces semble mal défini : on le voit, selon les documents, azur, argent ou or. Parfois, émanché d'une pièce et demie. Figure sur le site officiel de la commune |

| Blason de Maincy | Blason  | Parti : au 1) de gueules à six fleurs de lis d'argent ordonnées 3, 2 et 1, au 2) d'or à la fasce ondée d'azur chargée d'une fasce ondée d'argent, accompagnée de trois roues de moulin de sable. Ornements extérieursTimbré d'une couronne murale, un renard rampant de gueules issant de celle-ci. Soutenu d'un roc au et accolé de pampres à dextre et de joncs à senestre, issant du rocher, le tout au naturel. |
| Blason de Maincy | Détails | Figure sur le bulletin municipal et le site internet de la commune. |

| Blason de Maison-Rouge | Blason  | Coupé de gueules et de sinople à la maison d’or pignonnée en chef de trois montants, maçonnée de sable, ouverte et ajourée du champ, brochant sur la partition, surmontée de deux plumes d’argent posées en pal et rangées en chef et soutenue d’un fer à cheval versé du même. Ornements extérieursTimbré d'une couronne murale d'or et accolé de gerbes de blé du même liés de gueules en sautoir à la pointe. |
| Blason de Maison-Rouge | Détails | Conçu par Jean-Claude Molinier en novembre 1998. Armes parlantes. (maison) |

| Blason de Maisoncelles-en-Brie | Blason  | D'azur à la crosse épiscopale d'or posée en bande et accompagnée en chef d'un livre de gueules, aux fermoirs d'or et garni aux deux coins senestre du même, relié de parchemin à la fleur de lis d'or, et, en pointe, d'une gerbe du même, liée de gueules. Ornements extérieursTimbré d'une couronne murale d'or |
| Blason de Maisoncelles-en-Brie | Détails | * Il y a là non-respect de la règle de contrariété des couleurs : ces armes sont fautives (gueules sur azur). Figure sur le site officiel de la commune et sur les comptes rendus du Conseil municipal. |

| Blason de Mareuil-lès-Meaux | Blason  | D'azur à la jumelle ondée d'argent accompagnée de trois fleurs de lis d'or. Ornements extérieursTimbré d'une couronne murale d'or |
| Blason de Mareuil-lès-Meaux | Détails | Figure sur le site officiel de la commune et sur les comptes rendus du Conseil municipal.                                         |

| Blason de Marles-en-Brie | Blason  | D'or au moulin à vent de sable, accompagné en chef de deux quintefeuilles de gueules et, en pointe, d'une fleur de lis du même. |
| Blason de Marles-en-Brie | Détails | |

| Blason de Marolles-en-Brie | Blason  | Ecartelé en sautoir : en 1) de sinople au rencontre de taureau d'or bouclé de gueules ; en 2) de gueules à une gerbe d'or tigée de sinople et liée de sable ; en 3) de gueules à une crosse d'évêque de sable* ; en 4 de sinople à un bosquet d'or sur une terrasse isolée du même soutenue d'azur. |
| Blason de Marolles-en-Brie | Détails | * Il y a là non-respect de la règle de contrariété des couleurs : ces armes sont fautives (sable sur sinople). Figure sur le site officiel de la commune. |

| Blason de Marolles-sur-Seine | Blason  | Tiercé ondé en fasce : au 1) d’azur au chevalier (oiseau) d’argent accosté de deux fleurs de lys d’or, au 2) de gueules aux deux chevrons d’argent, au 3) d’or à l’urne funéraire du bronze ancien de gueules. |
| Blason de Marolles-sur-Seine | Détails | Conçu par Jean-Claude Molinier Adopté en conseil municipal le 14 septembre 2007. |

| Blason de Mauperthuis | Blason  | Taillé d'azur à trois fleurs de lys d'or posées en orle, et de gueules à trois gerbes d'or, aussi posées en orle et liées du champ, une rapière d'argent posée en barre brochant sur la partition |
| Blason de Mauperthuis | Détails | Figure sur le site officiel de la commune. |

| Blason de Mauregard | Blason  | D’azur au soleil surmonté de trois fleurs de lys rangées en chef et soutenu de trois cœurs, le tout d’or. Ornements extérieursTimbré d'une couronne murale d'or, accolé de gerbes de blé d'or, une croix de guerre 1914-1918 brochant à la pointe. |
| Blason de Mauregard | Détails | Créé en 1996 par le Conseil Français d'héraldique. Adopté en 1996. Figure sur le site officiel de la commune. |

| Blason de Meaux | Blason  | Parti de gueules et de sinople à la lettre M onciale d'or brochant sur le parti, au chef d'azur semé de fleurs de lys d'or. |
| Blason de Meaux | Détails | Figure sur le site officiel de la commune.                                                                                  |

| Blason de Le Mée-sur-Seine | Blason  | D’azur à la divise d’argent accompagnée de trois grappes de raisin d’or, mantelé d’azur à la croix estrée d’argent cantonnée de deux quintefeuilles du même aux cantons dextre et senestre de la pointe. Ornements extérieursTimbré d'une couronne murale d'or et accolé d'une gerbe de blé du même à dextre et de joncs de sable tigés d'or à senestre, liés d'azur en sautoir à la pointe. |
| Blason de Le Mée-sur-Seine | Détails | Figure sur la façade de la mairie. Semble délaissé au profit d'un logo sur les publications municipales. |

| Blason de Meigneux | Blason  | Tiercé en pairle renversé : au 1er de sinople à une gerbe d'or, au 2e de gueules à un hêtre arraché au naturel, au 3e d'argent à trois fasces ondées d'azur et à une façade d'église d'or ouverte et ajourée de sable brochante. |
| Blason de Meigneux | Détails | Le statut officiel du blason reste à déterminer. |

| Blason de Melun | Blason  | D'azur semé de fleurs de lis d'or, au château donjonné de trois tours d'argent maçonné de sable, brochant sur le tout. Ornements extérieursCroix de guerre 1939-1945 à la pointe. DeviseFida muris usque ad mures (Fidèles aux murs jusqu'au dernier muridé) |
| Blason de Melun | Détails | Conflit héraldique : le château est dessiné ouvert et ajouré de sable. Figure sur le site officiel de la commune. |

| Blason de Méry-sur-Marne | Blason  | Écartelé :au 1) et au 4) bandé d’or et de gueules, au 2) et au 3) palé d’argent et de sable, au chef de gueules ; sur le tout d’azur au chevron d’argent chargé de cinq mouchetures d’hermine de sable, accompagné de trois demi vols aussi d’argent. Ornements extérieursSoutenu de deux lévriers regardant. DeviseJe n'oublie. |
| Blason de Méry-sur-Marne | Détails | Ces armes sont à l'origine celle de la famille Lechassier de Mery de Montferrand (1 et 4 Méry, 2 et 3 Montferrand, sur le tout de Lechassier). Figure sur le site officiel de la commune et sur les publications municipales. |

| Blason de Misy-sur-Yonne | Blason  | D'azur au pont isolé d'or, maçonné de sable, accompagné en pointe d'un manteau cousu de gueules fendu d'une épée d'argent posée en barre, surmonté d'une divise ondée d'argent elle-même accompagnée de trois fleurs de lis d'or rangées en chef.                                                     |
| Blason de Misy-sur-Yonne | Détails | * Ces armes emploient le terme « cousu » dans le seul but de contrevenir à la règle de contrariété des couleurs : elles sont fautives : gueules sur azur. Créé en 1990 par l'Association pour la Sauvegarde du Patrimoine Artisanal et Rural. Figure sur le fronton de la mairie et le plan de ville. |

| Blason de Mitry-Mory | Blason  | Coupé émanché de deux pointes: au 1er d'or à la croix de saint Lazare de sinople, au 2e de gueules à l'écusson d'argent à trois chevrons de gueules. Ornements extérieursTimbré d'une couronne murale d'or et soutenu de deux gerbes de blé du même liées de sinople en sautoir à la pointe. |
| Blason de Mitry-Mory | Détails | L'écusson est mis pour les armes de Richelieu. Figure sur le site officiel de Mitry-Mory. |

| Blason de Moissy-Cramayel | Blason  | Tranché au 1) d’or au croissant de sable, au 2) d’azur à la fontaine jaillissante d’argent ; à la cotice d’argent brochant sur la partition Ornements extérieursTimbré d'une couronne d'or et soutenu de gerbes de blé du même croisées en sautoir à la pointe. |
| Blason de Moissy-Cramayel | Détails | Le 1) est de la famille De Mesme, seigneurs de Moissy et Cramayel au XVIIe siècle, le 2) pour la famille De Fontaine, leurs successeurs au XVIIIe siècle. Figure sur le site officiel de la commune. Délaissé depuis 2003 au profit d'un logo.                  |

| Blason de Mondreville | Blason  | Tiercé en pairle renversé: au 1 d'azur à une gerbe de blé d'or liée de gueules; au 2 de gueules à la croix pattée alésée d'or; au 3 d'argent au grillon de tenné posé sur une terrasse isolée à base voûtée de sinople |
| Blason de Mondreville | Détails | Crée par JF Binon. .Adopté le 20 juin 2017. |

| Blason de Montcourt-Fromonville | Blason  | D'argent à la fasce de sable accompagnée de trois rocs de même, 2 et 1. |
| Blason de Montcourt-Fromonville | Détails | Ce blason a été adopté comme armoiries communales par délibération du Conseil municipal du 21 janvier 2022, puis déposé aux Archives départementales ainsi qu'auprès de la Commission nationale de l'héraldique. Il date du XVe siècle et appartenait à la famille du seigneur Pierre Amer, arrivé dans la région en 1445 en tant que Conseiller du roi Charles VII. Cette famille a été présente sur le territoire jusqu’en 1643. |

| Blason de Montereau-Fault-Yonne | Blason  | De gueules à trois tours d’argent ouvertes du champ et maçonnées de sable, au chef cousu d’azur chargé de trois fleurs de lys d’or. Ornements extérieursEn pointe, Croix de guerre 1939-1945. |
| Blason de Montereau-Fault-Yonne | Détails | Figure sur le fronton de l'hôtel de ville. La municipalité se sert d'un logo monochrome inspiré du blason.                                                                                    |

| Blason de Montévrain | Blason  | Mi-parti : au 1) d’or aux trois aigles de sable, becquées et membrées de gueules, au second d’azur semé de fleurs de lys d’or aux deux fasces ondées d’argent brochant sur le tout, qui est du département de Seine-et-Marne. |
| Blason de Montévrain | Détails | Créé en 1983 par M. Gay. Semble délaissé au profit d'un logo. |

| Blason de Monthyon | Blason  | D'argent à la fasce de gueules accompagnée de trois têtes d'aigle arrachées de sable et languées de gueules.                            |
| Blason de Monthyon | Détails | Relèvement des armes de la famille Auget de Monthyon, seigneurs du lieu jusqu'en 1820. Le statut officiel du blason reste à déterminer. |

| Blason de Montry | Blason  | Écartelé: aux 1er et 4e d'argent au lion d'or, aux 2e et 3e d'azur à la barre d'argent; sur le tout d'or à trois besants d'argent; le tout sommé d'un chef de gueules chargé de trois fleurs de lis d'argent. |
| Blason de Montry | Détails | * Il y a là non-respect de la règle de contrariété des couleurs : ces armes sont fautives (argent sur or). Figure sur le site officiel de la commune et sur les comptes rendus du Conseil municipal.          |

| Blason de Moret-sur-Loing | Blason  | D'azur à trois fleurs de lis d'or, au bâton péri en barre du même; au chef d'argent chargé d'une tête de Mauresse de sable, les yeux bandés d'un tortil d'argent,.                                                          |
| Blason de Moret-sur-Loing | Détails | Les fleurs de lys bâtonnées viennent du blason de Antoine de Bourbon-Bueil. La tête de maure symbolise la Mauresse de Moret voilée. Figure sur le site officiel de la commune. Blason de composition datant du XIXe siècle. |
| Blason de Moret-sur-Loing | Alias   | D'azur à deux chabots d'or enlacés par une cordelière d'argent. Ancien blason historique. |

| Blason de Mormant | Blason  | De gueules à la gerbe d’or, accompagnée de trois fleurs de lys florencées d’argent. Ornements extérieursTimbré d'une couronne murale. DeviseMors manebat mortis vcta fugit |
| Blason de Mormant | Détails | Figure sur le site officiel de la commune. |

| Blason de Mortcerf | Blason  | De gueules à deux flèches renversées d'or passées en sautoir, cantonnées aux 1er, 3e et 4e d'un besant enfermé dans un annelet d'argent et au 2e d'un croissant, le tout d'argent. Ornements extérieursTimbré d'une couronne murale d'argent et soutenu à dextre d'une gerbe de blé d'or et à senestre d'une branche de chêne de sinople englantée d'or, croisées et liées en sautoir à la pointe. |
| Blason de Mortcerf | Détails | Créé par Jean-Claude Molinier en 1991. Adopté par la municipalité en Septembre 1991. Figure sur le site internet officiel de la commune. |

| Blason de Mouroux | Blason  | De gueules au mont d'argent chargé d'un pique de sable, posé sur une rivière d'azur mouvant de la pointe ; au chef d'argent chargé de la sainte Ampoule d'azur, accostée de deux mûres de sable tigées et feuillées de sinople. |
| Blason de Mouroux | Détails | Créé par Jean-Paul Molinier. Adopté en juin 1994. Délaissé au profit d'un logotype. |

| Blason de Moussy-le-Vieux | Blason  | Écartelé d'or et de gueules, au bleuet d'azur tigé et feuillé de sinople brochant sur le tout.                      |
| Blason de Moussy-le-Vieux | Détails | Créé par Paul Argot. Adopté en 1965. Figure sur le site officiel de la commune et sur les publications municipales. |

Pas d'information pour les communes suivantes : La Madeleine-sur-Loing, Magny-le-Hongre, Maisoncelles-en-Gâtinais, Marchémoret, Marcilly (Seine-et-Marne), Les Marêts, Mary-sur-Marne, May-en-Multien, Meilleray, Melz-sur-Seine, Le Mesnil-Amelot, Messy, Moisenay, Mons-en-Montois, Montceaux-lès-Meaux, Montceaux-lès-Provins, Montdauphin, Montenils, Montereau-sur-le-Jard, Montgé-en-Goële, Montigny-le-Guesdier, Montigny-Lencoup, Montigny-sur-Loing, Montmachoux, Montolivet, Moret Loing et Orvanne, Mortery, Mousseaux-lès-Bray, Moussy-le-Neuf, Mouy-sur-Seine
- Haut – A
- B
- C
- D
- E
- F
- G
- H
- I
- J
- K
- L
- M
- N
- O
- P
- Q
- R
- S
- T
- U
- V
- W
- X
- Y
- Z

## N
| Blason de Nangis | Blason  | D'azur à six besants d'argent ordonnés 3, 2 et 1.                                                                    |
| Blason de Nangis | Détails | Il s'agit des armes des Brichanteau de Nangis, marquis des lieux au XVIIe siècle. Le blason a inspiré l'actuel logo. |

| Blason de Nanteau-sur-Lunain | Blason  | D'azur à trois chevrons d'or, à la filière du même, le tout enfermé dans une bordure de gueules chargée aux flancs de deux chandeliers de sable, les bougies d'or allumées du même. |
| Blason de Nanteau-sur-Lunain | Détails | Le statut officiel du blason reste à déterminer. |

| Blason de Nanteuil-lès-Meaux | Blason  | Taillé : au 1er d'azur à deux rapières d'or rangées en fasce, celle de senestre basse, accompagnées de trois fleurs de lis du même au canton senestre du chef et à la branche de houx au naturel posée en bande entre les deux rapières, au 2e de gueules à la gerbe d'or soutenue d'un pampre de vigne de sinople fruité de pourpre; à la cotice en barre d'argent brochant sur la partition. |
| Blason de Nanteuil-lès-Meaux | Détails | Conflit héraldique : les deux rapières sont dessinées rangées en barre. Le statut officiel du blason reste à déterminer. |

| Blason de Nanteuil-sur-Marne | Blason  | Écartelé: au premier d'azur à deux mains appaumées d'or rangées en barre et au franc-quartier échiqueté d'or et d'argent, au deuxième d'azur semé de fleurs de lis d'or à la fasce ondée d'argent brochante et au chef du même chargé de deux grappes de raisin d'or feuillées de sinople, au troisième d'or à la croix de gueules cantonnée de quatre aiglettes d'azur, au quatrième d'argent au lion, la queue nouée et passée en sautoir, de gueules, et au chef du même. |
| Blason de Nanteuil-sur-Marne | Détails | Le statut officiel du blason reste à déterminer. |

| Blason de Nantouillet | Blason  | Tiercé en pairle: au premier d'azur à sept besants d'or, 3, 3 et 1 et au chef du même, au deuxième d'or à la fasce de sable accompagnée de trois trèfles de sinople, ceux du chef rangés en bande, au troisième de gueules au lion d'or. |
| Blason de Nantouillet | Détails | Le statut officiel du blason reste à déterminer. |

| Blason de Nemours | Blason  | D’argent à la forêt de sinople posé sur un tertre du même, au chef d’azur semé de fleurs de lis d’or, au lambel d’argent brochant, qui est d'Orléans. Ornements extérieursTimbré d'une couronne murale d’or, soutenu par deux branches de chêne d’or englantées d’argent croisées en pointe en sautoir. |
| Blason de Nemours | Détails | Le chef fait référence aux armes de Philippe d'Orléans (1640-1701). Blason déclaré le 20 janvier 1699 pour l'armorial de France. |

| Blason de Neufmoutiers-en-Brie | Blason  | De gueules chargé à dextre de saint Leu évêque d'or tenant à ses pieds un loup couché et contourné de sable, colleté d'or, et à senestre d'une biche couchée regardant d'argent, blessée d'une flèche d'or et ensanglantée de gueules, le tout posé sur une terrasse herbée de sinople; au chef de sable chargé des lettres capitales d'argent N à dextre et B à senestre; au pal d'azur semé de fleurs de lis d'or brochant sur le tout entre les lettres N et B. Ornements extérieursTimbré d'une couronne murale d'or, accosté à dextre de joncs au naturel et au senestre d'épis de blé d'or, le tout mis en sautoir et liés par un fer à cheval d'or et issant de gerbes d'eau d' azur. La couronne surmontée de trois maisons d'or toiturées de sable posées sur un mont de sinople. |
| Blason de Neufmoutiers-en-Brie | Détails | Composé par Jean-Claude MOLINIER en 1989. Adopté en conseil municipal le 8 novembre 1989. |

| Blason de Noisiel | Blason  | Taillé au premier d'azur à une lettre n d'or entrelacée d'une feuille de noyer de sinople posée en barre, au second d'argent à une cabosse ouverte, une cabosse entière et une fleur de cacaoyer posées en orle, le tout au naturel. Ornements extérieursTimbré d'une couronne murale ou ducale, soutenu d'un rameau de laurier à dextre et de chêne à senestre. |
| Blason de Noisiel | Détails | La couronne ducale en timbre est mise en hommage au duc de Lévis. Armes parlantes. (feuille de noyer) Tombé en désuétude au profit d'un logo |

| Blason de Noisy-sur-École | Blason  | De sinople à la burelle ondée et haussée d'argent accompagnée de trois losanges cousues de gueules rangées en chef et d'une gerbe d'or en pointe.                                                             |
| Blason de Noisy-sur-École | Détails | * Ces armes emploient le terme « cousu » dans le seul but de contrevenir à la règle de contrariété des couleurs : elles sont fautives : gueules sur sinople. Le statut officiel du blason reste à déterminer. |

| Blason de Nonville | Blason  | D'azur à la fasce d'argent accompagnée de trois pointes de flèches d'or, celle de la pointe renversée. |
| Blason de Nonville | Détails | Le statut officiel du blason reste à déterminer.                                                       |

Pas d'information pour les communes suivantes : Nandy, Nanteau-sur-Essonne, Noisy-Rudignon, Noyen-sur-Seine
- Haut – A
- B
- C
- D
- E
- F
- G
- H
- I
- J
- K
- L
- M
- N
- O
- P
- Q
- R
- S
- T
- U
- V
- W
- X
- Y
- Z

## O
| Blason de Obsonville | Blason  | Tiercé en pairle renversé: au 1er de gueules à trois gerbes d'or, au 2e de sinople au lion d'or, au 3e d'argent à la crosse de sable et à la fleur de lis d'or brochant en coeur. |
| Blason de Obsonville | Détails | Le statut officiel du blason reste à déterminer. |

| Blason de Oissery | Blason  | D'azur au château de trois tours d'argent, celle du milieu plus haute, accosté de deux fleurs de lis d'or. |
| Blason de Oissery | Détails | Le statut officiel du blason reste à déterminer.                                                           |

| Blason de Orly-sur-Morin | Blason  | De gueules au chevron cousu d'azur accompagné en chef, à dextre d'une clé versée d'argent posée en bande, à senestre d'une épée basse du même posée en barre et en pointe d'une roue de moulin d'argent mouvant d'une rivière du même. Ornements extérieursCroix de guerre 1914-1918 à la pointe. |
| Blason de Orly-sur-Morin | Détails | * Ces armes emploient le terme « cousu » dans le seul but de contrevenir à la règle de contrariété des couleurs : elles sont fautives : azur sur gueules. Figure sur le site internet de la mairie.                                                                                               |

| Blason de Les Ormes-sur-Voulzie | Blason  | Tranché: au premier d'azur à la roue de moulin de sable remplie d'or, au deuxième d'or à la tour de gueules accompagnée en pointe d'un orme de sinople, le tout rangé en bande ; à la bande d'argent chargée de l'inscription de sable « Les Ormes-sur-Voulzie », brochant sur la partition. |
| Blason de Les Ormes-sur-Voulzie | Détails | Armes parlantes. Utilisé sur les publications municipales et sur les plaques de rues |

| Blason de Ormesson | Blason  | D'azur à deux clés d'or passées en sautoir, accompagnées de trois fleurs de lis du même; à la champagne pignonnée de deux pièces d'or, chargée d'un silex de sable. |
| Blason de Ormesson | Détails | Le statut officiel du blason reste à déterminer. |

| Blason de Ozoir-la-Ferrière | Blason  | D'azur à trois fleurs de lis d'or.               |
| Blason de Ozoir-la-Ferrière | Détails | Le statut officiel du blason reste à déterminer. |

Pas d'information pour les communes suivantes : Ocquerre, Othis, Ozouer-le-Voulgis
- Haut – A
- B
- C
- D
- E
- F
- G
- H
- I
- J
- K
- L
- M
- N
- O
- P
- Q
- R
- S
- T
- U
- V
- W
- X
- Y
- Z

## P
| Blason de Pamfou | Blason  | Tiercé en fasce: au premier de gueules à la feuille de vigne d'or, au deuxième d'argent à deux roues de moulin de sable, au troisième de sable au démon ailé et couché d'argent |
| Blason de Pamfou | Détails | Le statut officiel du blason reste à déterminer. |

| Blason de Pécy | Blason  | Parti: au premier de gueules à la tour d'argent et au chef d'argent chargé de deux jumelles en bande de gueules, au deuxième d'argent au dragon de sable et au chef de gueules chargé d'un cœur croisé d'or. |
| Blason de Pécy | Détails | Le statut officiel du blason reste à déterminer. |

| Blason de Penchard | Blason  | Taillé: au 1er d'azur à l'éclat de gypse fer de lance d'or, au 2e d'azur semé de fleurs de lis d'or à deux fasces ondées d'argent brochantes ; à la barre d'argent, chargée de trois gerbes de sinople posées à plomb, brochant sur la partition. Ornements extérieursUne Croix de guerre 1914-1918 en pointe. |
| Blason de Penchard | Détails | Figure sur le site internet de la commune. |

| Blason de Perthes | Blason  | Tiercé en pairle: au 1er de sinople à la grappe de raisin d'or, au 2e d'azur aux deux fasces ondées d'argent, au 3e de gueules à la gerbe d'or surmontée d'une abeille du même. |
| Blason de Perthes | Détails | Création de Jean-Paul Pinard et Yves Du Passage. Adopté en Mars 1985. Figure sur le site internet de la commune et sur le bulletin municipal.                                   |

| Blason de Pézarches | Blason  | Coupé: au premier de gueules à la divise ondée d'argent accompagnée de trois rochers du même, au deuxième parti au I d'or à deux tourteaux de gueules l'un au-dessus de l'autre, au II d'or au chevron haussé de gueules chargé d'un massacre de cerf d'or surmonté d'un soleil du même, accompagné de trois grappes de raisin de sable et à la bordure d'azur semée de fleurs de lis d'or. |
| Blason de Pézarches | Détails | Le statut officiel du blason reste à déterminer. |

| Blason de Pierre-Levée | Blason  | D'azur à la licorne d'argent ; au chef d'or chargé de trois flammes de gueules.                                                                                    |
| Blason de Pierre-Levée | Détails | La licorne d'argent sur champ d'azur vient des armes des Bernard de Montebise, anciens seigneurs de Pierre-Levée. Le statut officiel du blason reste à déterminer. |

| Blason de Le Pin | Blason  | D’azur au pin d’or sur un tertre du même, au chef d’argent chargé d’une aigle bicéphale de sable accostée de deux fraises de gueules feuillées de sinople. Ornements extérieursTimbré d'une couronne murale d'or, accosté de deux gerbes de blé du même mises en sautoir et liées d'azur à la pointe |
| Blason de Le Pin | Détails | Armes parlantes. Figure sur le site internet de la commune et la correspondance de la municipalité. |

| Blason de Poigny | Blason  | Tranché: au premier de gueules au dragon d'or, au deuxième d'azur à la fleur de lis d'or; à la bande d'or, chargée d'une pioche de gueules posée à plomb accostée de deux roues de moulin de sable. |
| Blason de Poigny | Détails | Le statut officiel du blason reste à déterminer. |

| Blason de Pommeuse | Blason  | Coupé de gueules et d'azur, au pont antique de trois arches d'argent maçonné de sable, brochant sur la partition et accompagné en pointe d'une feuille de papier vélin d'argent aux écritures de sable; au chef cousu d'azur au manteau de saint Martin et à l'épée brochant en barre, accostés de deux fleurs de lis, le tout d'or. |
| Blason de Pommeuse | Détails | * Ces armes emploient le terme « cousu » dans le seul but de contrevenir à la règle de contrariété des couleurs : elles sont fautives : gueules sur azur. Le statut officiel du blason reste à déterminer. |

| Blason de Pomponne | Blason  | D'azur au chevron d'or, accompagné en chef de deux palmes adossées posées en chevron, et en pointe d'un rocher mouvant de la pointe, le tout d'or. Ornements extérieursTimbré d'une couronne murale d'or.       |
| Blason de Pomponne | Détails | Le blason est dérivé de celui de la famille Arnauld de Pomponne, seigneurs puis marquis de Pomponne au XVIIe siècle. Blason officiel de Pomponne, enregistré par le Service des Sceaux des Archives nationales. |

| Blason de Pontcarré | Blason  | D'azur à trois croissants d'argent accompagnés en abîme d'une étoile d'or; au chef ondé d'or chargé d'un grêlier d'argent accosté de deux brins de muguet au naturel |
| Blason de Pontcarré | Détails | * Il y a là non-respect de la règle de contrariété des couleurs : ces armes sont fautives (argent sur or). Le statut officiel du blason reste à déterminer.          |

| Blason de Pontault-Combault | Blason  | D'azur au chevron d'argent, accompagné de trois trèfles d'or, au chef d'or chargé de trois merlettes de sable. Ornements extérieursTimbré d'une couronne murale d'or, accolé de branches de chêne d'or liées en sautoir par la tige et soutenu en pointe d'un dextrochère armé d'argent. |
| Blason de Pontault-Combault | Détails | Le champ est celui des Blanchet, sires de Pontault au XIVe siècle, et le chef reprend les merlettes des sires de Combault. Le dextrochère honore les armes du maréchal Lefebvre. Délaissé au profit d'un logo                                                                            |

| Blason de Précy-sur-Marne | Blason  | De gueules au cavalier d’argent sur une champagne voûtée d’or chargée d’une tierce ondée d’azur. Ornements extérieursTimbré d"une couronne murale et accolé d'épis de blé d'or liés de gueules en sautoir par la tige. |
| Blason de Précy-sur-Marne | Détails | Figure sur le site officiel de la commune. |

| Blason de Pringy | Blason  | D’azur à trois monts d’argent soutenus d’une onde du même, le mont du milieu sommé d’un geai au naturel, au chef cousu de gueules chargé de deux clefs d’or passées en sautoir, accostées de deux fragments de chaînes brisées du même posés en pal. Ornements extérieursTimbré d'une couronne murale |
| Blason de Pringy | Détails | * Ces armes emploient le terme « cousu » dans le seul but de contrevenir à la règle de contrariété des couleurs : elles sont fautives : gueules sur azur. A figuré sur le site internet de la commune.                                                                                                |

| Blason de Provins | Blason  | D'azur à la Grosse Tour couverte d'argent, sommée d'une fleur de lys d'or, ajourée et maçonnée de sable, la porte aussi d'argent enfermant un lion de sable. DeviseCondidit hanc Cæsar, tunc servac cæsare major |
| Blason de Provins | Détails | Rendu à la ville en 1816 par Louis XVIII, mais remplacé maintenant par un logo s'en inspirant. |

| Blason de Puisieux | Blason  | Coupé mi-parti en chef : au 1 de sinople à un puits d'argent maçonné de sable, au 2 de gueules à un crosseron d'or, au 3 d'argent à la fasce ondée d'azur et à une fleur de lis d'or brochant sur la fasce. |
| Blason de Puisieux | Détails | Créé par JF Binon. Entête de document de la mairie, 2024. |

Pas d'information pour les communes suivantes : Paley, Paroy (Seine-et-Marne), Passy-sur-Seine, Le Plessis-aux-Bois, Le Plessis-Feu-Aussoux, Le Plessis-l'Évêque, Le Plessis-Placy, Poincy, Poligny (Seine-et-Marne), Presles-en-Brie
- Haut – A
- B
- C
- D
- E
- F
- G
- H
- I
- J
- K
- L
- M
- N
- O
- P
- Q
- R
- S
- T
- U
- V
- W
- X
- Y
- Z

## Q
| Blason de Quiers | Blason  | Parti: au 1er d'azur au faucon regardant d'or, au 2e de gueules au château d'or ouvert et ajouré du champ; le tout sommé d'un chef d'or chargé d'un tourteau de gueules surchargé d'une croix de Malte d'argent. |
| Blason de Quiers | Détails | Le statut officiel du blason reste à déterminer. |

Pas d'information pour les communes suivantes : Quincy-Voisins

## R
| Blason de Rampillon | Blason  | D'azur à la façade de l'église du lieu d'or; au chef d'argent chargé de trois croisettes ancrées de gueules. |
| Blason de Rampillon | Détails | Le statut officiel du blason reste à déterminer.                                                             |

| Blason de Rebais | Blason  | De gueules aux deux clefs d’or passées en sautoir, au chef cousu d’azur chargé de trois fleurs de lys aussi d’or.                                                                                    |
| Blason de Rebais | Détails | * Ces armes emploient le terme « cousu » dans le seul but de contrevenir à la règle de contrariété des couleurs : elles sont fautives : azur sur gueules. Figure sur le site internet de la commune. |

| Blason de Recloses | Blason  | D'argent à la barre d'azur chargée de trois fleurs de jonquilles d'or, accompagnée à dextre d'une tête de cerf bramant de sable et à senestre d'un arbre arraché de sinople accosté de deux feuilles de chêne de même englantées d'une pièce à dextre, le tout posé en orle. |
| Blason de Recloses | Détails | Figure sur le site de la communauté de communes. |

| Blason de Reuil-en-Brie | Blason  | De gueules à la croix d'or, cantonnée au premier d'une coquille renversée, au deuxième d'une croisette latine renversée, au troisième d'un chêne et au quatrième d'une meule de moulin, le tout d'argent. Ornements extérieursTimbré d'une couronne murale d'or et accolé de branches de chêne à dextre et d'épis de blé à senestre, liées en sautoir, la croix de guerre 1914-1918 en pointe. |
| Blason de Reuil-en-Brie | Détails | La croix renversée est mise pour saint Philippe, mort crucifié la tête en bas. La coquille pour Saint Jacques, et la meule pour les carrières. Figure sur le site internet de la commune. |

| Blason de La Rochette | Blason  | Écartelé : aux 1) et 4) d'argent à trois têtes de Maures de sable tortillées du champ; aux 2) et 3) coupé d'or à deux roses de gueules, et d'azur à une rose d'argent. Ornements extérieursTimbré d'une couronne de baron, et tenu par deux lévriers regardants d'argent colletés d'or. |
| Blason de La Rochette | Détails | Repris du blason de François-Thomas Moreau de la Rochette, anobli en 1768. La commune arbore toujours la couronne de baron. Figure sur le site internet de la commune. |

| Blason de Roissy-en-Brie | Blason  | D'or à deux fasces de gueules.                                                                                                 |
| Blason de Roissy-en-Brie | Détails | Repris du blason du sénéchal Anceau de Garlande, seigneur des lieux au début du XIIe siècle. Remplacé par un logotype en 1996. |

| Blason de Rozay-en-Brie | Blason  | D'azur à trois roses au naturel boutonnées d'or. Ornements extérieursTimbré d'une couronne de comte et accolé de branches de laurier liées d'or en sautoir en pointe OU tenu par deux anges. DeviseRosa inter flores (Rose parmi les fleurs) |
| Blason de Rozay-en-Brie | Détails | Armes parlantes. La municipalité continue à arborer la couronne de comte, au lieu d'une couronne murale. Le statut officiel du blason reste à déterminer.                                                                                    |
| Blason de Rozay-en-Brie | Alias   | D'argent à trois roses de gueules |

| Blason à dessiner | Blason  | D'or à l'assiette de faïence de Rubelles de sinople ornée d'or et chargée d'une grappe de raisin, accompagnée en chef à dextre et à senestre de deux grappes de raisin de pourpre tigée et vrillée de sinople; au chef d'azur (de sable) chargé de trois grenades d'or ouvertes de gueules. |
| Blason à dessiner | Détails | Le statut officiel du blason reste à déterminer. |

| Blason de Rumont | Blason  | D'azur à un dolmen d'argent surmonté de trois épis de blé d'or rangés en fasce ; à la bordure de gueules* chargée d'une chaîne d'argent.                       |
| Blason de Rumont | Détails | * Il y a là non-respect de la règle de contrariété des couleurs : ces armes sont fautives (gueules sur azur). Le statut officiel du blason reste à déterminer. |

Pas d'information pour les communes suivantes : Réau, Remauville, Rouilly, Rouvres (Seine-et-Marne), Rupéreux
- Haut – A
- B
- C
- D
- E
- F
- G
- H
- I
- J
- K
- L
- M
- N
- O
- P
- Q
- R
- S
- T
- U
- V
- W
- X
- Y
- Z

## S
| Blason de Saâcy-sur-Marne | Blason  | De gueules à une montagne d'or mouvant d'une rivière d'azur en pointe et sommée d'un mouton d'argent portant une croix de Saint-Jean-Baptiste du même, accompagné en chef de deux maillets à l'antique d'argent. Ornements extérieursTimbré d'une couronne murale et accolé à dextre d'une branche de chêne et à senestre d'une gerbe de blé, le tout d'or, les tiges passées en sautoir et liées de gueules en pointe. |
| Blason de Saâcy-sur-Marne | Détails | Créé par jean-Claude Molinier en février 1998. Figure sur le site officiel de la commune. |

| Blason de Sablonnières | Blason  | Coupé au 1) de gueules au château d’or essoré de sable, ouvert de deux portes du champ, ajouré de deux fenêtres et d’une lucarne du même, flanqué de deux tours aussi d’or couvertes aussi de sable, ouvertes et ajourées aussi du champ, adextré d’un porc-épic et senestré d’un croissant surmonté d’une étoile, le tout d’or, au 2) d’azur au cor d’argent virolé et enguiché du même soutenu d’une rivière aussi d’argent mouvant de la pointe. Ornements extérieursTimbré d'une couronne murale et accolé à dextre de branches de chêne et à senestre d'épis de blé liées de gueules en sautoir à la pointe. DeviseSalvonariae supra Moram (Sablonnières sur Morin) |
| Blason de Sablonnières | Détails | Conçu en 1993 par Jean-Claude Molinier. Figure sur le site de la commune. |

| Blason de Saint-Augustin | Blason  | Écartelé : au 1er de gueules à la pomme d'or, tigée et feuillée de quatre pièces au naturel, au 2e d'azur à trois épis de blé empoignés d'argent, au 3e d'azur au poisson d'argent ployé en pal vers senestre et contourné, au 4e de gueules à trois arbres arrachés d'or. |
| Blason de Saint-Augustin | Détails | |

| Blason de Saint-Brice | Blason  | D'azur à deux bandes ondées abaissées d'argent, accompagnées en chef senestre d'une fleur de lis d'or; au franc quartier d'or à la volute de crosse de gueules. |
| Blason de Saint-Brice | Détails | Adopté le 8 avril 2019 |

| Blason de Saint-Cyr-sur-Morin | Blason  | Parti au 1) d’or à la palette de peintre d’azur tachetée du champ, traversée d’une plume aussi d’azur posée en bande, au 2) d’azur à la grappe de raisin d’or posée en bande et à l’épi de blé feuillé du même brochant en barre sur la grappe ; au listel mouvant des flancs brochant en chef de l’un en l’autre. |
| Blason de Saint-Cyr-sur-Morin | Détails | Figure sur le site internet de la commune. |

| Blason de Saint-Fargeau-Ponthierry | Blason  | D'azur à la barre d'argent, au pont de trois arches d'or, celle du milieu plus grande, maçonné de sable, mouvant de la pointe et brochant sur le tout; au franc-canton d'azur chargé d'un soleil d'or; à la croix de guerre 1939-1945 au naturel, appendue en chef et brochant sur le tout. |
| Blason de Saint-Fargeau-Ponthierry | Détails | Ne semble plus utilisé, au profit d'un logotype. |

| Blason de Saint-Fiacre | Blason  | De sinople à la bêche d'argent emmanchée de sable, le fer en bas, et au livre fermé d'argent, la couverture d'or chargée d'une croisette latine de gueules, brochant sur le manche. |
| Blason de Saint-Fiacre | Détails | Le statut officiel du blason reste à déterminer. |

| Blason de Saint-Germain-Laval | Blason  | Écartelé; au 1 d'azur, d'azur à l'écusson cousu de sable à trois besants d'argent, accompagné de trois fleurs de lys d'or, qui est de l'abbaye de Saint-Germain-des-Prés ; au 2 de gueules, à trois fermaux d'or, qui est de Graville ; au 3 de gueules, à deux épis de blé liés en sautoir, surmontés d'une grappe de raisin feuillée, le tout d'or ; au 4 d'azur, à la fasce ondée et abaissée d'argent, surmontée d'un loup ravissant d'or, armé et lampassé de gueules. |
| Blason de Saint-Germain-Laval | Détails | * Ces armes emploient le terme « cousu » dans le seul but de contrevenir à la règle de contrariété des couleurs : elles sont fautives : sable sur azur. Blason conçu par Daniel Mertz en 2010. Figure sur le site officiel de la commune |

| Blason de Saint-Germain-sur-Morin | Blason  | D'azur à l'écusson cousu de sable à trois besants d'argent, accompagné de trois fleurs de lys d'or. |
| Blason de Saint-Germain-sur-Morin | Détails | * Ces armes emploient le terme « cousu » dans le seul but de contrevenir à la règle de contrariété des couleurs : elles sont fautives : sable sur azur. Blason originel de l'Abbaye de Saint-Germain-des-Prés. |

| Blason de Saint-Hilliers | Blason  | De gueules à la tour d'argent ouverte, ajourée et maçonnée de sable, accostée de deux couleuvres ondoyantes en pal et affrontées d'argent, le tout surmonté de trois glands d'or, la cupule en haut, rangés en chef. |
| Blason de Saint-Hilliers | Détails | Le statut officiel du blason reste à déterminer. |

| Blason de Saint-Jean-les-Deux-Jumeaux | Blason  | De gueules à trois pals de vair; au chef d'or chargé à dextre d'une merlette de sable et à senestre d'une croix pattée de gueules surchargée en son cœur d'une losange d'or à la croix de sable; à la divise ondée d'azur brochant sur la partition. Ornements extérieursTimbré d'une couronne murale d'or et accolé d'épis de blé du même liés en sautoir en pointe. |
| Blason de Saint-Jean-les-Deux-Jumeaux | Détails | Le blasonnement officiel donne la divise d'azur alors qu'elle la représente d'argent. On peut soupçonner des impératifs d'impression sur le blason représenté sur le site. Les armes sont inspirées de celles de Jean II de Châtillon, seigneur des lieux au XIVe siècle. Figure sur le site internet de la commune.                                                  |

| Blason de Saint-Mard | Blason  | D'azur à cinq fusées d'argent accolées posées en barre et rangées en bande, au lambel à l'antique de cinq pendants brochant. |
| Blason de Saint-Mard | Détails | Le statut officiel du blason reste à déterminer.                                                                             |

| Blason de Saint-Martin-du-Boschet | Blason  | Écartelé : au 1er de gueules à trois pals d'or, au 2e d'argent au lion de sable, armé, lampassé et couronné de gueules, au 3e d'argent à la fasce d'azur chargée d'une rose d'or accostée de deux étoiles du même, au 4e de gueules à deux faînes du même dans leur cupule d'or, l'une au-dessus de l'autre ; à quatre épées de sinople posées en croix par le pommeau et brochant sur la partition. |
| Blason de Saint-Martin-du-Boschet | Détails | Création de Jean-Claude Molinier adoptée par la municipalité le 29 avril 2014. |

| Blason de Saint-Ouen-sur-Morin | Blason  | Écartelé : au 1er d'or à quatre alérions d'azur, au 2e d'azur à une meule d'argent, au 3e d'azur à un porche d'argent, maçonné de sable, enfermant une fontaine surmontée de cinq têtes de clous mal ordonnées du même, au 4e de sinople à une gerbe de trois épis de blé d'or courbée vers le flanc, feuillée d'une pièce du même ; à la croix de gueules chargée en abîme d'une étoile à six rais d'argent ; le tout sur une champagne ondée d'azur chargée de six burelles ondées d'argent. |
| Blason de Saint-Ouen-sur-Morin | Détails | Composé par la municipalité et adopté le 27 septembre 2010. |

| Blason de Saint-Pathus | Blason  | D'azur au château donjonné de trois tours d'argent, ouvert, ajouré et maçonné de sable, accosté de deux fleurs de lis d'or. |
| Blason de Saint-Pathus | Détails | |

| Blason de Saint-Pierre-lès-Nemours | Blason  | D’or à la tierce ondée d’azur accompagnée de trois quintefeuilles de gueules, au chef aussi d’azur chargé d’une clé du champ et d’une clé d’argent passées en sautoir, accostées de deux fleurs de lys aussi d’or. Ornements extérieursTimbré d'une couronne murale d'or et soutenu par deux branches de chêne de sinople englantées et liées d'or, croisées en pointe en sautoir. |
| Blason de Saint-Pierre-lès-Nemours | Détails | Armes parlantes. (clés de Saint-Pierre) Figure sur le site internet de la commune. |

| Blason à dessiner | Blason  | D'or à la croix de gueules cantonnée au 1er d'une cloche de sable, au 2e d'une hure de sanglier d'azur, au 3e d'un poisson contourné du même, au 4e d'un fer de moulin de sable. |
| Blason à dessiner | Détails | Le statut officiel du blason reste à déterminer. |

| Blason de Saint-Sauveur-sur-École | Blason  | De gueules à la roue de moulin de sable posée sur une champagne ondée d'argent chargée de quatre burelles ondées d'azur; au chef d'azur chargé de trois croissants contournés d'argent, soutenu d’une divise ondée d'or. |
| Blason de Saint-Sauveur-sur-École | Détails | Conflit héraldique : la roue est dessinée brochante. Figure sur le site officiel de la commune et les publications municipales.                                                                                          |

| Blason de Saint-Soupplets | Blason  | Parti d'azur à trois épis de blé d'or, celui du milieu feuillé du même, et d'argent à une tête de crosse d'or*, sommant le tout, au chef burelé d'azur et d'argent à trois fleurs de lys d'or brochant sur le burelé. |
| Blason de Saint-Soupplets | Détails | * Il y a là non-respect de la règle de contrariété des couleurs : ces armes sont fautives. Adopté en conseil municipal, enregistré auprès de la Commission nationale héraldique le 27 mai 1986.                       |

| Blason de Sainte-Aulde | Blason  | Coupé : au 1) d’azur à l’église du lieu d’argent accostée à dextre d’un épi de blé d’or et à senestre d’un épi de maïs du même, au 2) d’or au mouton contourné soudé d’argent* soutenu d’une tierce alésée d’azur. |
| Blason de Sainte-Aulde | Détails | * Il y a là non-respect de la règle de contrariété des couleurs : ces armes sont fautives. La commune ne se sert aujourd'hui que d'un logo.                                                                        |

| Blason de Sainte-Colombe | Blason  | Écartelé : aux premier et au quatrième de gueules au pairle d'or accompagné en chef d'une colombe en vol d'argent, aux deuxième d'azur à la bande d'argent côtoyée de deux doubles cotices potencées et contre-potencées d'or, au troisième d'azur semé de fleurs de lis d'or. |
| Blason de Sainte-Colombe | Détails | Armes parlantes. (colombes) Le statut officiel du blason reste à déterminer. |

| Blason de Saints | Blason  | De gueules à la fasce ondée d'argent, chargée de trois roues de moulin du champ, accompagnée, en chef, du manteau de saint Martin à l'épée brochant en barre, accosté de deux gerbes, le tout d'or, et, en pointe, d'un bois terrassé du même. |
| Blason de Saints | Détails | Le statut officiel du blason reste à déterminer. |

| Blason de Salins | Blason  | De vair au dragon de gueules.                    |
| Blason de Salins | Détails | Le statut officiel du blason reste à déterminer. |

| Blason de Sammeron | Blason  | De gueules à saint Martin à cheval partageant son manteau avec un pauvre, le tout d'argent sur une terrasse cousue d'azur et surmonté de la lettre capitale S d'or accostée de deux croix de Malte d'argent. |
| Blason de Sammeron | Détails | Le statut officiel du blason reste à déterminer. |

| Blason de Samois-sur-Seine | Blason  | Parti : au premier d'azur à la tour d'argent posée sur un mont au naturel, au second de gueules à l'arbre arraché cousu de sinople surmonté de quatre oiseaux volants de sable ; au pont de trois arches d'argent sur une rivière ondée aussi d'argent et d'azur, brochant en pointe sur la partition. |
| Blason de Samois-sur-Seine | Détails | * Ces armes emploient le terme « cousu » dans le seul but de contrevenir à la règle de contrariété des couleurs : elles sont fautives : sinople sur gueules. Figure sur le fronton de la mairie et sur le site de la communauté de communes.                                                           |

| Blason de Savigny-le-Temple | Blason  | Tiercé en pairle: au 1er d'argent à la croisette pattée au pied fiché de gueules, au 2e d'azur à la fasce d'or surmontée de deux roses d'argent et soutenue d'un croissant du même, au 3e coupé au I d'or chargé de deux roses de gueules feuillées de sinople mouvant du trait du coupé, au II d'azur au vol d'argent et à l'épée haute du même, garnie d'or, brochante et accostée en chef de deux étoiles d'or. |
| Blason de Savigny-le-Temple | Détails | Inutilisé par la municipalité. |

| Blason à dessiner | Blason  | Parti: au 1er de gueules à la tête de saint Lié auréolée d'argent, au 2e d'azur semé de fleurs de lis d'or à deux fasces ondées d'argent. DeviseTous liés. |
| Blason à dessiner | Détails | Le statut officiel du blason reste à déterminer. |

| Blason de Seine-Port | Blason  | D'azur à la nef équipée d'argent voguant sur des ondes du même mouvant de la pointe, surmontée de trois étoiles d'or rangées en chef. Ornements extérieursTimbré d'une couronne de baron. DeviseSalus in sacro portu (Le salut dans le saint port) |
| Blason de Seine-Port | Détails | Création de l'abbé A. Duchein en 1927. La représentation ne respecte ici ni les règles héraldiques ni le blasonnement. Figure sur le site internet de la commune.                                                                                  |

| Blason de Sept-Sorts | Blason  | De gueules au plateau d'argent autour duquel rayonnent sept larmes d'or. Ornements extérieursTimbré d'une couronne murale d'or et accolé de deux gerbes de blé du même, passées en sautoir et liées de gueules à la pointe. |
| Blason de Sept-Sorts | Détails | Création de Jean-Claude Molinier en février 1998. Armes parlantes. (sept) Adopté par le Conseil municipal le 16 octobre 1998.                                                                                               |

| Blason de Serris | Blason  | Parti: au 1er d'azur à saint Michel terrassant le démon avec sa lance croisetée, le tout d'or, au 2e d'argent au tronc écoté et alésé de gueules posé en bande entre deux burelles ondées d'azur. |
| Blason de Serris | Détails | Le statut officiel du blason reste à déterminer. |

| Blason de Servon | Blason  | D’azur à la fasce d’or accompagnée de trois têtes de lion arrachées du même.                                                 |
| Blason de Servon | Détails | Les armes sont celles de la famille de Lyonne, seigneurs du comté de Servon au XVIIIe siècle. Inutilisé par la municipalité. |

| Blason de Signy-Signets | Blason  | De sinople à la croix latine d'argent, pommetée et flammée du même en chef et sur la traverse, accostée de deux sabots d'argent affrontés, celui de dextre posé en barre et celui de senestre en bande, soutenue d'un pont sommé d'une tourelle, le tout d'or maçonné de sable; au chef de sable chargé de deux écrevisses affrontées d'or, posées et rangées en fasce. |
| Blason de Signy-Signets | Détails | Utilisé sur le site de la commune et sur le journal municipal. |

| Blason de Soignolles-en-Brie | Blason  | D'argent au chevron de gueules; au chef d'azur chargé de trois fleurs de lys d'or. |
| Blason de Soignolles-en-Brie | Détails | Figure sur le site officiel de la commune.                                         |

| Blason de Soisy-Bouy | Blason  | D'argent au pairle d'azur chargé de six fleurs de lys d'or, accompagné en chef d'une goutte d'eau d'azur, à dextre d'un pommier de sinople fruité d'or et à senestre d'une grappe de raisin tigée et feuillée de pourpre.                                                                                          |
| Blason de Soisy-Bouy | Détails | Le pairle évoque le pallium de saint Edme, archevêque de Canterbury, réfugié en France. Les fleurs de lys symbolisent l' Île de France. L'arbre et le raisin rappellent les activités agricoles et la goutte d'eau, la Méance. Création du Conseil Historique et Héraldique de France adoptée par la municipalité. |

| Blason de Solers | Blason  | De gueules à saint Martin à cheval, partageant son manteau avec un mendiant, le tout d'argent posé sur une terrasse du même, au soleil levant d'or. |
| Blason de Solers | Détails | Armes parlantes. (soleil) Le statut officiel du blason reste à déterminer.                                                                          |

| Blason de Souppes-sur-Loing | Blason  | D'azur au pont de trois arches sur une mer d'argent, au chef cousu de gueules à une soupière accostée de deux marteaux de carrier, le tout d'argent. Ornements extérieursTimbré d'une couronne murale, accosté à dextre d'une gerbe de roseaux-massues de sinople et à senestre d'un rameau de lilas fleuri au naturel, une croix de guerre 1939-1945 à la pointe. |
| Blason de Souppes-sur-Loing | Détails | * Ces armes emploient le terme « cousu » dans le seul but de contrevenir à la règle de contrariété des couleurs : elles sont fautives : gueules sur azur. Armes parlantes (Une soupière pour Souppes). Figure sur le site officiel de la commune. Semble délaissé au profit d'un logo.                                                                             |

| Blason de Sourdun | Blason  | Écartelé: aux 1er et 4e d'argent à quatre fasces d'azur, aux 2e et 3e de gueules plain. |
| Blason de Sourdun | Détails | Le statut officiel du blason reste à déterminer.                                        |

Pas d'information pour les communes suivantes : Saint-Mammès, Saint-Ange-le-Viel, Saint-Barthélemy (Seine-et-Marne), Saint-Denis-lès-Rebais, Saint-Germain-Laxis, Saint-Germain-sous-Doue, Saint-Germain-sur-École, Saint-Just-en-Brie, Saint-Léger (Seine-et-Marne), Saint-Loup-de-Naud, Saint-Mars-Vieux-Maisons, Saint-Martin-des-Champs (Seine-et-Marne), Saint-Martin-en-Bière, Saint-Méry, Saint-Mesmes, Saint-Ouen-en-Brie, Saint-Rémy-la-Vanne, Saint-Siméon (Seine-et-Marne), Saint-Thibault-des-Vignes, Samoreau, Sancy (Seine-et-Marne), Sancy-lès-Provins, Sigy, Sivry-Courtry, Sognolles-en-Montois 
- Haut – A
- B
- C
- D
- E
- F
- G
- H
- I
- J
- K
- L
- M
- N
- O
- P
- Q
- R
- S
- T
- U
- V
- W
- X
- Y
- Z

## T
| Blason de Thomery | Blason  | De gueules à une grappe de raisin d’or tigée et feuillée de deux pièces en ombre au trait aussi d’or, à la champagne fascée ondée d’azur et d’argent de quatre pièces. DeviseD'icy tout me rit. |
| Blason de Thomery | Détails | La devise est un jeu de mots attribué à Henri IV. Délaissé au profit d'un logo. |

| Blason de Thorigny-sur-Marne | Blason  | D'azur à trois mains dextres appaumées d'or, au franc-quartier échiqueté d'argent et d'azur, chaussé d'or à deux ceps de vigne tigés et feuillés de sinople, fruités chacun de trois pièces de gueules. Ornements extérieursTimbré d'une couronne murale à trois tours crénelées d'or, ouvertes et maçonnées de sable, tenu par deux dragons aux ailes éployées de même et supporté par cinq ondes d'argent et d'azur en pointe. |
| Blason de Thorigny-sur-Marne | Détails | La troisième main dextre est cachée par le franc-quartier. Figure sur les bulletins municipaux. |

| Blason de Thoury-Férottes | Blason  | De gueules au taureau d'argent surmonté de deux roues de moulin du même; au chef d'azur chargé de trois fleurs de lis d'or et soutenu d'une divise ondée du même. |
| Blason de Thoury-Férottes | Détails | Le statut officiel du blason reste à déterminer. |

| Blason de Tigeaux | Blason  | De gueules à une ancre d'or, au chef de même chargé d'un loup de sable accosté de deux croix latines fleurdelysées de même. Ornements extérieursTimbré d'une couronne d'or et soutenu à dextre d'une gerbe de blé de même et à senestre de branches de chêne de sinople englantées aussi d'or, liées en pointe en sautoir. DeviseL'Espérance ! |
| Blason de Tigeaux | Détails | Les croix et le loup sont une référence à l'évêque saint Leu, au VIIe siècle. Figure sur le site officiel de la commune. |

| Blason de Tombe (La) | Blason  | Parti : au 1er de gueules à cinq cotices en barre d'argent, au 2d d'azur à une étoile de sept rais d'or au point d'honneur.                                 |
| Blason de Tombe (La) | Détails | Reprend l'écu sculpté sur un mur d'enceinte de l'église, et dont l'origine reste inconnue. Les couleurs ont été reprises des armes de Faremoutiers. Adopté. |

| Blason de Torcy | Blason  | D'or à deux fasces de gueules. DeviseVis et voluntas (Force et volonté, devise d'Anceau de Garlande)                          |
| Blason de Torcy | Détails | Torcy porte les armes du sénéchal Anseau de Garlande XIIe siècle, comme Roissy-en-Brie. Délaissé en 1992 au profit d'un logo. |

| Blason de Touquin | Blason  | D'azur au sautoir d'or cantonné en chef d'une colombe du saint-Esprit d'argent et en flancs et en pointe de trois besants du même. |
| Blason de Touquin | Détails | Blason datant de 1996 et remplaçant le précédent (ci-dessous). Blason officiel. |
| Blason de Touquin | Alias   | D'azur au chef-pal de gueules, chargé de trois gappes de raisin feuillées de deux pièces de sable en cantons et à la pointe, et d'une forêt de trois arbres en abyme, accolé de deux haches affrontées aussi d'or. Ornements : Timbré d'une couronne murale d'or et soutenu d'une gerbe de blé du même à dextre et d'une branche de chêne de sinople englantée d'or à senestre, liées de gueules en sautoir à la pointe. Il s'agit de l'ancien blason remplacé en 1996. |

| Blason de Tournan-en-Brie | Blason  | De gueules à la porte de ville couverte d'argent, flanquée de deux tours couvertes du même; au chef d'azur chargé de trois fleurs de lis d'or. Ornements extérieursTimbré d'une couronne murale et soutenu d'une gerbe de blé à dextre et d'une branche de chêne à senestre croisées en pointe en sautoir, le tout d'or, la Croix de guerre 1939-1945 avec étoile d'argent appendue à la pointe de l'écu et brochant sur la croisure. |
| Blason de Tournan-en-Brie | Détails | * Il y a là non-respect de la règle de contrariété des couleurs : ces armes sont fautives (azur sur gueules). Conçu en 1960 par Robert Louis. Figure sur le site internet officiel de la commune. |

| Blason de Trilbardou | Blason  | Ecartelé : au 1er de gueules au mouton d'argent, au 2e d'azur à trois broyes d'or rangées en pal, au 3e d'azur à l'aigle d'or, au 4e d'or au silex de sable entre deux divises ondées d'azur. Ornements extérieursTimbré d'une couronne murale d'argent et accosté à dextre d'épis de blé d'or et au senestre de pampres de sinople nervurées d'or et fruitées de gueules, liés de gueules en sautoir à la pointe. |
| Blason de Trilbardou | Détails | Création Jean-Claude Molinier. Figure sur les publications municipales et le site officiel de la commune. |

Pas d'information pour les communes suivantes : Tancrou, Thénisy, Thieux (Seine-et-Marne), Tousson, La Trétoire, Treuzy-Levelay, Trilport, Trocy-en-Multien
- Haut – A
- B
- C
- D
- E
- F
- G
- H
- I
- J
- K
- L
- M
- N
- O
- P
- Q
- R
- S
- T
- U
- V
- W
- X
- Y
- Z

## U
Pas d'information pour les communes suivantes : Ury Ussy-sur-Marne

## V
| Blason de Vaires-sur-Marne | Blason  | Échiqueté d’argent et d’azur de huit tires, à la chausse vairée d’or et de gueules. Ornements extérieursCroix de guerre 1939-1945 appendue à la pointe de l'écu. |
| Blason de Vaires-sur-Marne | Détails | Armes parlantes (Jeu de mots entre Vaires et le vairé). |

| Blason de Valence-en-Brie | Blason  | Parti de gueules et d'argent, à la croix ancrée brochante de l'un en l'autre, cantonnée en chef à dextre d'un diable de sable* et à senestre d'une ombre de four à chaux fumant(?), aux flammes de gueules. Ornements extérieursTimbré d'une couronne murale d'or et soutenu à dextre d'une gerbe de blé de même, à senestre de pampres au naturel, croisés en sautoir en pointe, la Croix de guerre 1939-1945 avec étoile de bronze appendue à la pointe de l’écu, brochant sur la croisure de la gerbe et de la branche. |
| Blason de Valence-en-Brie | Détails | * Il y a là non-respect de la règle de contrariété des couleurs : ces armes sont fautives. |

| Blason de Vanvillé | Blason  | Tranché, le trait denché en cœur de deux pièces vers le chef: au 1er d'azur à six besants d'argent posés en orle, au 2e d'argent à trois pommiers de sinople fruités de gueules, de taille décroissante de dextre vers senestre et terrassés de sinople; au pressoir à cidre au naturel brochant en cœur sur le tout. Ornements extérieursTimbré d'une couronne murale d'or et soutenu à dextre d'une branche de chêne de sinople englantée d'or, et à senestre d'une branche de pin de même pommée d'or aussi, un lambel d'azur et d'or s'y entremêlant à la pointe et portant l'inscription VANVILLÉ en capitales d'or. |
| Blason de Vanvillé | Détails | Blason conçu par Bernard Le Ny. Adopté en conseil municipal en 2008. |

| Blason de Varennes-sur-Seine | Blason  | De gueules à la couronne dentée d’or remplie d’une fontaine héraldique et engrenant deux pignons d’or posés en son chef et à sa pointe, celui du chef accosté de deux éclairs adossés d’argent, le tout chaussé d'azur chargé de deux épis de blé tigés et feuillés d'or Ornements extérieursTimbré d'une couronne murale d'or et soutenu de gerbes de joncs de sable tigées d'or, croisées en sautoir à la pointe. |
| Blason de Varennes-sur-Seine | Détails | * Il y a là non-respect de la règle de contrariété des couleurs : ces armes sont fautives (azur sur gueules). Figure en mosaïque sur le sol de la mairie. Délaissé au profit d'un logo (?). |

| Blason de Vaudoué (Le) | Blason  | D'azur à une fleur de lis d'or accompagnée en pointe de deux échelles du même posées en chevron renversé et en chef d'un loup passant de sable*. Ornements extérieursL'écu timbré d'une couronne murale de cinq tours, accosté et soutenue de deux tiges de lin feuillées de sinople fleuries de cinq pièces d'azur, leurs extrémités appointées sur lesquelles broche une autre fleurs de lin aussi d'azur. |
| Blason de Vaudoué (Le) | Détails | * Ces armes emploient le terme « cousu » dans le seul but de contrevenir à la règle de contrariété des couleurs : elles sont fautives. Figure sur le site internet de la commune et les procès-verbaux du Conseil municipal. |

| Blason de Vaudoy-en-Brie | Blason  | De gueules à la tierce ondée en bande et abaissée d'argent,accompagnée en chef à senestre d'une couronne de laurier ouverte d'or; au franc-quartier d'azur chargé du clocher de l'église du lieu d'argent. |
| Blason de Vaudoy-en-Brie | Détails | Créé par JF Binon. Sur document Mairie 2018 |

| Blason de Vaux-le-Pénil | Blason  | De contrevair renversé, au chef d'azur chargé d'un lambel à l'antique de six pendants d'argent. |
| Blason de Vaux-le-Pénil | Détails |                                                                                                 |

| Blason de Veneux-les-Sablons | Blason  | D'azur au chêne au naturel, englanté d'or, enlacé d'un grêlier d'or, brochant sur des dunes du même; à la champagne fascée ondée d'azur et d'argent de quatre pièces et sur laquelle brochent les racines dudit chêne. |
| Blason de Veneux-les-Sablons | Détails | Le statut officiel du blason reste à déterminer. |

| Blason à dessiner | Blason  | De gueules à la porte de forteresse de Launoy-Renault d'or, ouverte, ajourée et essorée de sable ; au chef d'argent chargé d'une rose d'azur accostée de deux roues de moulin de sable. |
| Blason à dessiner | Détails | Le statut officiel du blason reste à déterminer. |

| Blason de Vernou-la-Celle-sur-Seine | Blason  | D’azur au chevron d’or accompagné, en chef, de deux étoiles d’argent et en pointe, d’un lion léopardé du même. |
| Blason de Vernou-la-Celle-sur-Seine | Détails | Figure sur le site internet officiel de la commune                                                             |

| Blason de Vert-Saint-Denis | Blason  | Fascé d'azur et d'argent.                                                                                     |
| Blason de Vert-Saint-Denis | Détails | Blason de la famille de Vaudetare. Adopté dans les années 1980. Ne semble plus utilisé, remplacé par un logo. |

| Blason de Villebéon | Blason  | De sinople à trois jumelles d'argent.            |
| Blason de Villebéon | Détails | Le statut officiel du blason reste à déterminer. |

| Blason de Villemareuil | Blason  | D'azur à deux épées d'or passées en sautoir.                                                         |
| Blason de Villemareuil | Détails | Armes de la famille de Buz (ou Bus), dont étaient issus d'anciens seigneurs de Villemareuil. Adopté. |

| Blason de Villemer | Blason  | Parti: au 1er de sinople à la lettre V d'or en chef, au 2e de pourpre, au bouquet composé d'un coquelicot, d'un épi de blé, de deux bleuets, d'un épi de maïs et de trois marguerites, le tout au naturel, à senestre et brochant sur le tout. |
| Blason de Villemer | Détails | Le statut officiel du blason reste à déterminer. |

| Blason à dessiner | Blason  | Deux écus: - Un épi de maïs posé en bande. - un mouton contourné et couché en chef et un mouton paissant en pointe, accompagnés de quatre touffes d'herbe. |
| Blason à dessiner | Détails | Le statut officiel du blason reste à déterminer. |

| Blason de Villeneuve-le-Comte | Blason  | Écartelé au 1) de gueules à la chapelle d’or ouverte et ajourée de sable, au 2) d’azur au lambel de cinq pendants d’argent, au 3) d’azur à la bande d’argent côtoyée de deux doubles cotices potencées et contre-potencées d’or, qui est de Champagne, au 4) de gueules aux trois merlettes d’or. Ornements extérieursTimbré d'une couronne murale et soutenu à dextre d'une gerbe de blé d'or et à senestre d'une branche de chêne, croisées et liées en sautoir en pointe. |
| Blason de Villeneuve-le-Comte | Détails | Utilisé sur le bulletin municipal. |

| Blason de Villeneuve-Saint-Denis | Blason  | Tiercé en pairle: au 1er de gueules au plateau d'argent, au 2e d'azur à la bande d'argent côtoyée de deux doubles cotices potencées contre-potencées d'or, au 3e d'azur à la fleur de lis d'or; au pairle d'argent chargé de trois cerfs de sable brochant sur la partition; au chef d'azur semé de fleurs de lis d'or. |
| Blason de Villeneuve-Saint-Denis | Détails | Le statut officiel du blason reste à déterminer. |

| Blason de Villeneuve-sous-Dammartin | Blason  | De sinople à la gerbe d'or; à la bordure empierrée d'argent et maçonnée de sable. |
| Blason de Villeneuve-sous-Dammartin | Détails | Le statut officiel du blason reste à déterminer.                                  |

| Blason de Villeneuve-sur-Bellot | Blason  | De gueules à la Sainte Ampoule d'or ; chaussé d'argent chargé de deux roues de moulin de sable mouvant d'une champagne ondée d'azur. |
| Blason de Villeneuve-sur-Bellot | Détails | Adopté par la municipalité. |

| Blason de Villeroy | Blason  | D'azur à la champagne cousue de sinople, au puits couvert senestré de la croix à la Mémoire de Charles Péguy, le tout d'argent brochant sur la champagne, à l'épi de blé d'or posé en barre et brochant à dextre sur la couverture du puits. |
| Blason de Villeroy | Détails | * Ces armes emploient le terme « cousu » dans le seul but de contrevenir à la règle de contrariété des couleurs : elles sont fautives : sinople sur azur. Le statut officiel du blason reste à déterminer.                                   |

| Blason de Villevaudé | Blason  | Villevaudé a pour armes deux blasons accolés : Au premier : D’azur au sautoir dentelé d’or accompagné en chef et en pointe d’un lion d’argent et sur chaque flanc d’un poupart [enfant emmailloté] du même posé de front. Au deuxième : Coupé: au 1er d’azur au croissant d’argent accosté de deux étoiles du même et soutenu d’une champagne d’or ; au 2e de gueules au lévrier d’argent, colleté d’or. Ornements extérieursUne couronne de comte timbrant les deux blasons. |
| Blason de Villevaudé | Détails | Le blason de dextre est inspiré de celui de la famille Symonet, bourgeois de Paris. Celui de senestre de la famille Bajot de Conantre. Utilisé sur le site officiel de la commune. |

| Blason de Villiers-en-Bière | Blason  | De gueules à la bande d’argent chargée de trois merlettes de sable, accompagnée en chef d’une étoile d’or et en pointe d’une tour du même. |
| Blason de Villiers-en-Bière | Détails | Figure sur le site officiel de la commune et sur les bulletins municipaux.                                                                 |

| Blason de Villiers-Saint-Georges | Blason  | De sinople à saint Georges d'or, sur un cheval d'argent harnaché d'or, terrassant un dragon de sable, armé et lampassé de gueules. |
| Blason de Villiers-Saint-Georges | Détails | Armes parlantes. Le statut officiel du blason reste à déterminer.                                                                  |

| Blason de Villiers-sur-Morin | Blason  | D'azur au chevron renversé d'argent accompagné en chef d'une fleur de lys d'or. |
| Blason de Villiers-sur-Morin | Détails | Adopté en conseil municipal le 20 juillet 1988.                                 |

| Blason de Vimpelles | Blason  | De sinople à deux cotices ondées abaissées d'azur bordées d'argent, à la fleur de lis d'or brochant sur le tout à dextre, les cotices accompagnées en chef de deux épis de blé d'or posés en chevron renversé et surmontés à dextre d'une hure de sanglier du même défendue d'argent. |
| Blason de Vimpelles | Détails | Le statut officiel du blason reste à déterminer. |

| Blason de Voisenon | Blason  | De gueules à trois fusées d'or accolées en fasce, à la chausse ployée d'azur chargée à dextre d'une fleur de lys d'or et semée à senestre de fleurs de lys aussi d'or aux trois fasces ondées d'argent brochantes, qui est du département de Seine-et-Marne. |
| Blason de Voisenon | Détails | Adopté en 1989. |

| Blason de Voulangis | Blason  | Coupé: au 1) de gueules à saint Martin partageant son manteau avec un pauvre, le tout d'argent mouvant du trait du coupé, au 2) parti au I d'azur à la fasce ondée d'argent, au II de sinople à trois épis de blé empoignés et feuillés d'une pièce d'or. |
| Blason de Voulangis | Détails | Officiel depuis le 15 octobre 2009. |

| Blason de Voulx | Blason  | Coupé, en premier, parti de gueules à la bande bastillée d'argent maçonnée de sable, senestrée de la lettre V en capitale de sable, et d'azur à saint Jean-Baptiste d'or tenant une croix de sable, en deuxième parti d'azur et d'or, à la croix ancrée brochant de l'un en l'autre. Ornements extérieursTimbré d'une couronne de comte. DevisePaix ou guerre, ce m'est honneur. |
| Blason de Voulx | Détails | * Il y a là non-respect de la règle de contrariété des couleurs : ces armes sont fautives (sable sur gueules). Figure sur le site officiel de la commune. |

| Blason de Vulaines-sur-Seine | Blason  | De gueules à la bande d’azur bordée en filet d'or, chargée, en cœur, d’une nef d’argent sur une rivière ondée d’or, accompagnée en chef d’un brin de muguet accolé à deux épis de blé passés en sautoir, le tout d’or et, en pointe, d’une balance du même. Ornements extérieursSommé d'un segment d'azur et timbré d'une couronne murale. |
| Blason de Vulaines-sur-Seine | Détails | Figure à côté du logo sur le site officiel de la commune et sur les publications municipales. |

Pas d'information pour les communes suivantes : Varreddes, Vaucourtois, Vaux-sur-Lunain, Vendrest, Verneuil-l'Étang, Vieux-Champagne, Vignely, Ville-Saint-Jacques, Villecerf, Villemaréchal, Villeneuve-les-Bordes, Villenoy, Villeparisis, Villiers-sous-Grez, Villiers-sur-Seine, Villuis, Vinantes, Vincy-Manœuvre, Voinsles, Voulton, Vulaines-lès-Provins
- Haut – A
- B
- C
- D
- E
- F
- G
- H
- I
- J
- K
- L
- M
- N
- O
- P
- Q
- R
- S
- T
- U
- V
- W
- X
- Y
- Z

## Y
Pas d'information pour les communes suivantes : Yèbles